# Ancien pont de Poissy
L’ancien pont de Poissy, aussi dénommé le pont ancien de Poissy, est un pont voûté en maçonnerie qui franchissait autrefois le bras principal de la Seine sur une longueur de quatre cents mètres et s'étendait sur près d'un kilomètre entre Poissy et Carrières-sous-Poissy dans le département des Yvelines en France. Ce pont, dont il ne reste que six arches visibles, est situé à 330 m en aval du nouveau pont de Poissy et 570 m en amont du pont de l'île de Migneaux. Il fut une voie de communication commerciale importante dans la région dès le Moyen Âge (avec le vieux pont de Limay et le pont aux Perches) en raison du passage du bétail provenant du Vexin et de Normandie allant au marché aux bestiaux de Poissy par la route de Rouen, de l'activité portuaire alentour, de pêcherie et de meunerie sur ses arches. Il demeura un emplacement stratégique pendant les guerres jusqu’à sa destruction en 1944. Il fait l'objet d'un projet de construction d'une passerelle sur ses vestiges à l'horizon 2024.

## Historique

### Le pont depuis ses origines auXVIIIesiècle

#### Les origines incertaines du pont
Jusqu'à la fin du XIXe siècle, les origines du pont sont restées incertaines et confuses. Pour Octave Eugène Noël, « Le pont de Poissy semble remonter à l'époque carolingienne ». Georges Darney estime que c'est saint Louis qui « fit construire le pont et entourer la ville de murailles ». Pour Edmond Bories, « le pont de Poissy fut construit sur un ancien pont romain » et pour Raymond Labarraque « Le pont primitif, [...], semble avoir été partiellement édifié en bois ». Pour Henri Parguez, le « pont n'est ni romain, ni gallo-romain, ni carolingien [...] malgré les quelques armes et monnaies retrouvées dans ses fondations », l'épée n'étant pas trouvée dans les fondations du pont mais dans le lit de la Seine en 1849 lors de dragages nécessaires à la construction de l'arche marinière. Cette épée à languette remonte d'ailleurs à 1 200 ans avant notre ère.
D'après les archives des chanoines de Poissy, « Le pont n'existait pas en 1061, date de la fondation et de la dotation de notre église... La traversée de la Seine, se faisait au moyen d'un bac et quand le pont fut construit, les possesseurs du bac en conservèrent la jouissance ».
Néanmoins, Thibaut de Marly évoque l’existence d’un pont en bois en 1162 dans l’acte de fondation du prieuré Saint-Blaise. Il y décrit aussi ses possessions comme « les garennes de Triel qui s'étendent jusqu'au pont de Poissy ». Deux autres documents viennent confirmer l'existence du pont. Le premier, daté de 1209, déclare que le maire de Poissy et les pairs de la commune accordent à Bernard Lequeux – et à ses héritiers –, concierge du château du roi Philippe-Auguste à Poissy, la jouissance de l'arche entre la grande arche et ses trois moulins précédemment construits contre douze deniers payables à la commune le jour de la Saint-Rémy. Le second, daté de 1213, lui accorde le droit d'établir une pêcherie sous l'arche maîtresse du pont à condition qu'elle ne gêne pas le passage des bateaux. Le bail dura jusqu'en 1230 et permet d'affirmer que le pont était en pierre vers 1200.
Au XIXe siècle, une autre méprise sévit : le pont de Poissy est confondu avec le pont de Pitres. Les historiens de l'époque font intervenir Charles le Chauve qui, pour contrer les Normands, avait installé une forteresse en pierre et en bois. Il se peut, cependant, qu'un ou plusieurs ponts aient existé avant 1061,.

#### Le pont à partir duXIIIesiècle
L'existence de ce pont et d'un port fluvial ont entraîné la création d'un hameau à proximité, dit le Petit Bourg ou le Bourget, et a conditionné l'axe des principales voies de Poissy telles que l'actuelle rue du Général-de-Gaulle et la rue du Cep dans son tracé initial ainsi que la rue de la Reine-Blanche prolongée par la route départementale 190 à Carrières-sous-Poissy.
En 1221, Philippe Auguste accorde à la ville le statut de commune affranchie, ce qui permet la construction de murailles, dont l'une des sept entrées s'ouvrait à la porte du Pont. Le pont est fortifié et sert de péage routier et maritime. Des moulins étaient installés sur des pilotis. Le pont compte alors trente sept arches d’où les pêcheurs installaient, la nuit, des filets.

##### Les pêcheries

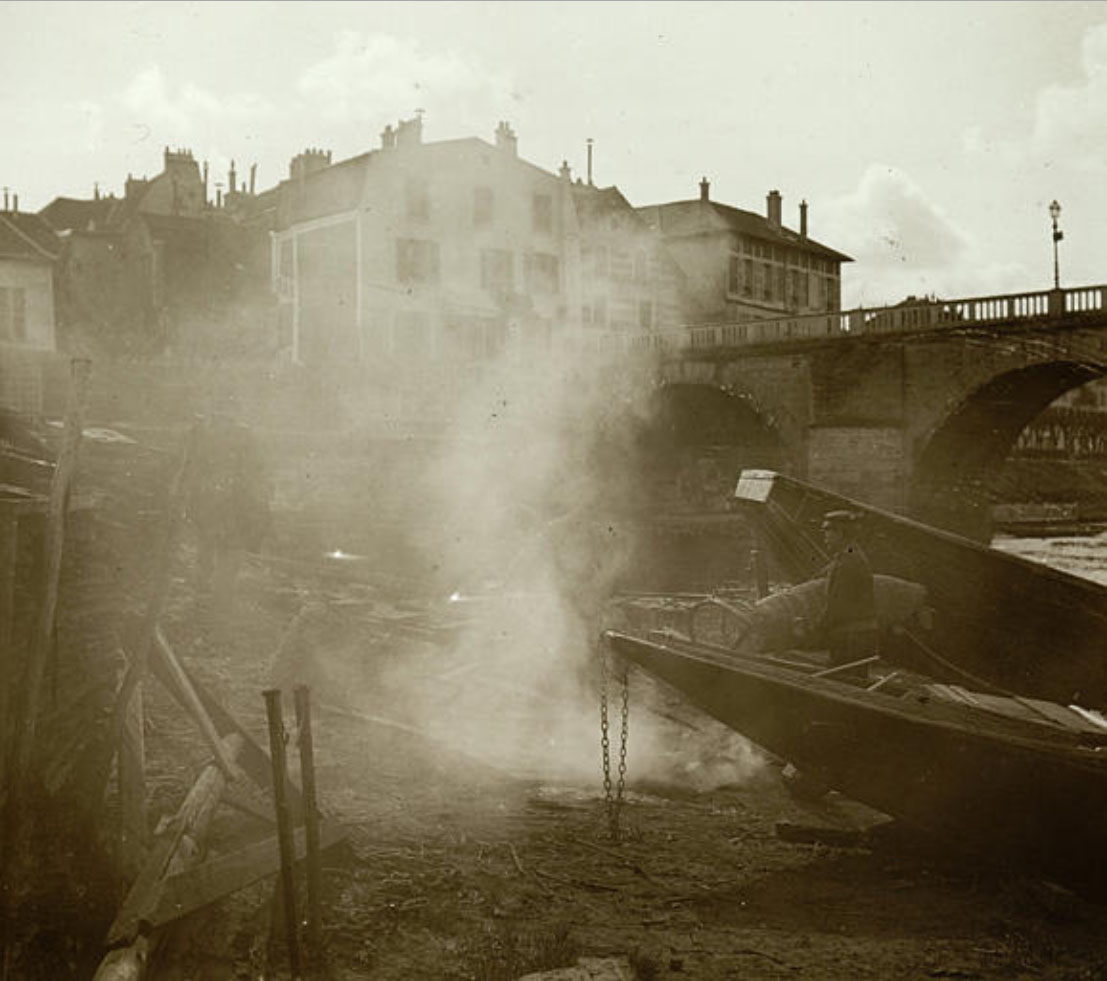
Goudronneurs calfatant des barques au bord de la Seine, le 3 mars 1902, photographié par le comte Henry de Lestrange.

Dans la châtellenie de Poissy, le droit de pêche était la propriété du roi du Pecq à Triel ; il en accordait la jouissance à ses privilégiés. Les arches du pont portaient chacune un nom : Brise-Jonc, Gabet, Grandet, Dominique, Petit Moulin, Rode, la Marie et, pour l'arche marinière, la Maîtresse. Le passage des bateaux était permis le jour au lever du soleil ; la nuit étaient installés des filets. En 1213, Bernard Lequeux a l'autorisation d'installer ses filets sous « la Maîtresse ». En 1344, l'arche appartient à deux propriétaires. L'un d'entre eux échange sa part contre une maison qu'il habitait à Paris et qui appartenait aux religieuses de Poissy ; l'autre part est acquise par les religieuses grâce au don de plusieurs personnes. En 1344, les chanoines de la collégiale Notre-Dame demandent « la cinquième partie de la moitié des pêcheries de dessous l'arche maîtresse » que les religieuses n'ont pas payées depuis neuf ans. Mais celles-ci ayant réparé l'arche, les chanoines renoncent à leur part et vendent leurs droits pour 43 livres tournois. Sous cette arche était planté un pieu lorsque les eaux étaient trop hautes ou trop basses, afin qu'aucun bateau ne soit bloqué en dessous. Les fruits des pêcheries suscitaient des convoitises. En 1376, une enquête révéla que deux pêcheurs, de leurs aveux, avaient pris, pour la somme de dix livres, des poissons sous l'arche des religieuses.
Outre les filets tendus sous les arches du pont, la pêche à l'épervier se pratiquait. Ainsi en 1444, une fosse dite « la fosse aux gardons » se trouvait en aval du pont. Une autre fosse en amont du pont près de l'île Saint-Louis, et qui concurrençait donc les pêcheries des religieuses, fut bouchée sur leur demande par le prévôt,.
Un maître pêcheur fournissait en poissons un marchand de Paris pour dix sols tournois les cent anguilles, en 1543.
À partir de 1572, des clercs d'eau contrôlent la pêche ainsi que le paiement du droit de passage par les bateaux. En effet, un marinier avait voulu, durant la nuit, passer sous l'arche maîtresse et s'était retrouvé capturé dans les filets tout en les détériorant. Il dut payer une amende et passa par les geôles de la prévôté.
En 1647, le droit de pêche en dessous du pont de Poissy à Carrières-sous-Poissy est loué à M. de Maison ; les pêcheurs devaient s'acquitter annuellement d'une redevance de 75 livres.
En 1658, le pont, alors très endommagé, est en partie reconstruit par M. de Maison qui obtient, pour lui et ses successeurs, la perception des droits de péage et de passage par lettre du Roi, et ce pendant 29 ans selon l'avis du trésorier et l'arrêt du trésorier. Deux ans plus tard, le revenu de la pêche s'élève à 10 000 livres dont la moitié lui revient.
En 1790, il ne reste plus que 27 pêcheurs professionnels principalement des Dallemagne et des Prieur.

##### La batellerie
Le courant du fleuve était fort en amont du pont puis se compliquait avec des remous en aval ; le passage des bateaux était délicat et se faisait avec l'aide du Maître du pont et une équipe d'environ vingt bateliers. Tous les bateaux attendaient sur la rive droite avec un écart réglementé par des poteaux. Sous l'arche maîtresse se trouvaient des anneaux scellés aux piles ; un cabestan était planté sur le port du Bourget d'en-Haut. L'îlot Blanc (ancienne île aux Dames, île du Trait et île de la Marchandise) permettait le halage des bateaux allant à contre-courant.
Le premier passage s'effectuait au lever du soleil, le dernier à l'aube. Pour les bateaux désirant remonter le fleuve, l'attelage situé sur la rive droite donnait de la vitesse puis était lâché et remplacé par l'attelage de l'île aux Dames. Le bateau situé au centre du fleuve était une nouvelle fois tiré avec force par les chevaux le long de l'île puis lâché ; enfin arrivait une flotte avec le Maître du pont et huit avirons qui conduisaient le bateau ainsi remorqué sous l'arche marinière, amarré à l'anneau de tête. La flotte poursuivait sa route vers le port situé en amont rive gauche pour attacher la corde qui la reliait aux bateaux, au cabestan. Une fois cela fait, le bateau était démarré de l'anneau puis halé par les hommes. Un attelage reprenait les bateaux sur la rive gauche en direction de Paris. D'après l'abbé Delagrive « le courant est si rapide sous le pont de Poissy qu'il faut jusqu'à seize chevaux de renfort et quantité de monde » en 1732 avant que le cabestan ne soit installé,.

##### Les moulins

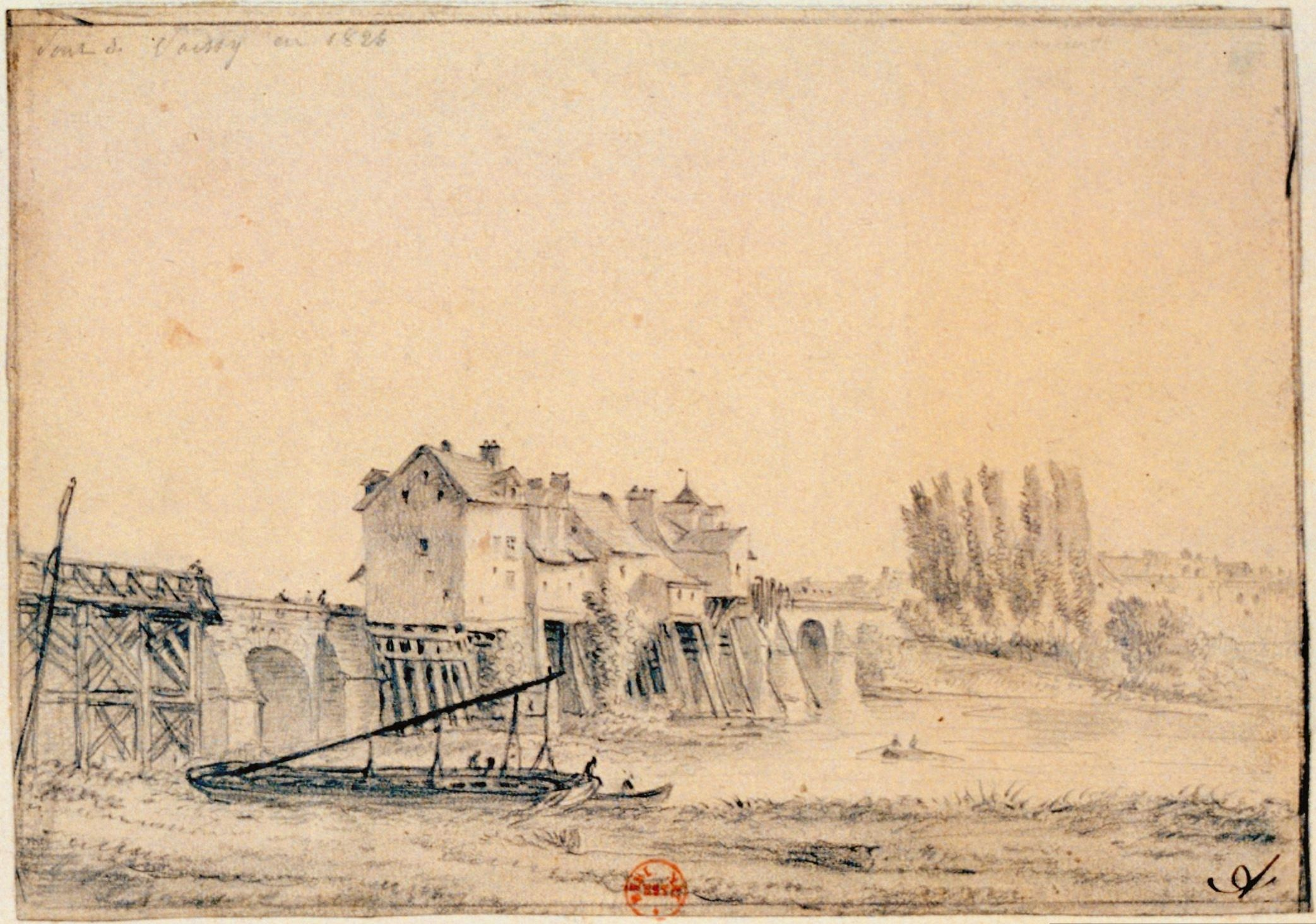
Les moulins sur l'ancien pont au XIXe siècle. Vue depuis la rive droite.

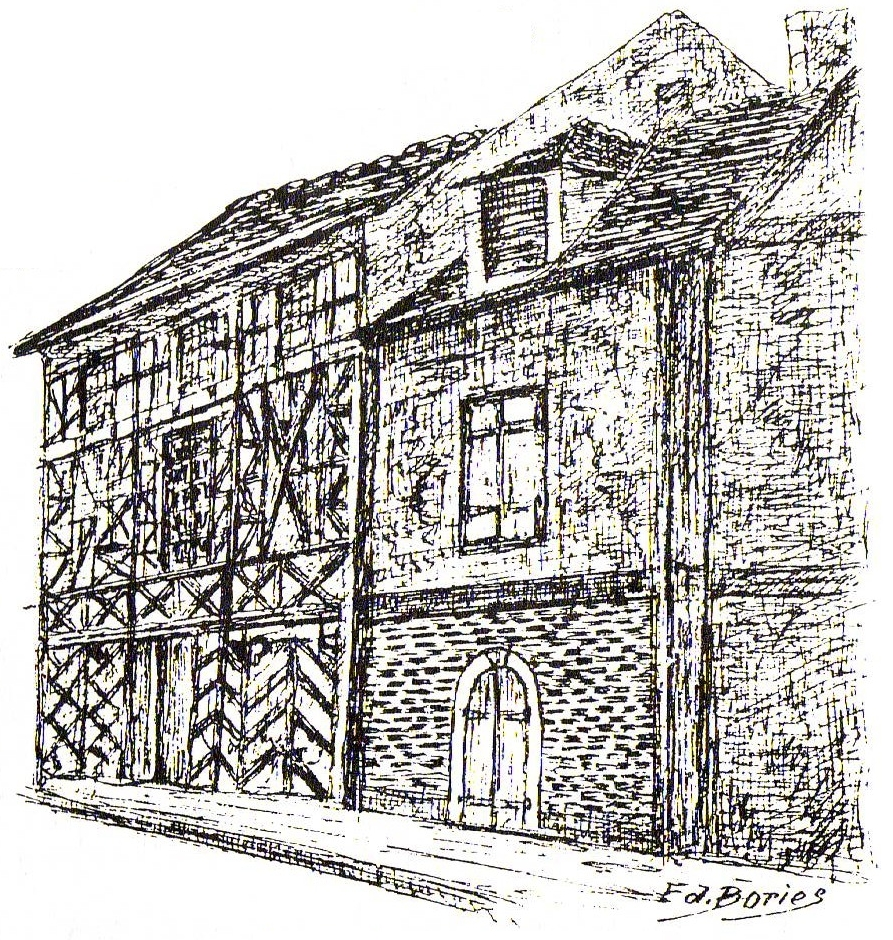
Moulin de la Reine Blanche sur l'arche 12 dessiné en 1901.

Les moulins de Poissy sur l'ancien pont vu depuis l'aval au XIXe siècle par Auguste Chapon.

Henri Leclerc dit Poupart, barbier et valet de chambre du roi, est propriétaire d'un moulin sur le pont de Poissy en 1373 ; le 21 mai de la même année il le vend cent vingt livres au roi Charles V. Le moulin en question n'est pas connu, mais il ne peut pas s'agir de l'arche 14. Les moulins de l'arche 11 et 14 apportaient une rente de 1450 livres au prieuré Saint-Louis de Poissy ; les pêcheries situées en dessous apportaient 500 livres.
Arche 11
Le premier moulin en sortant de Poissy était celui de Bernard Lequeux, bâti en 1209. Il est cédé à l'Hôtel-Dieu en 1227. En 1300, le prieuré Saint-Louis-de-Poissy en devient propriétaire. Les dominicaines ont la charge d'assurer à perpétuité le moulturage nécessaire au chapelain de la maladrerie ainsi qu'à l'Hôtel-Dieu. Il prend le nom de Grand Moulin des Dames. La guerre de Cent Ans cause sa destruction en 1360. Il sera reconstruit six ans plus tard. Les dominicaines cessent le moulturage pour l'Hôtel-Dieu en 1730. Pour compenser, elles payent une redevance annuelle de douze livres ; elles louent le moulin à une personne nommé Souhard. Le 27 décembre 1790, le moulin devient un bien national puis il est vendu au locataire 55 000 francs. En 1844, le moulin perd son ancien nom et devient le moulin Nicquevert du nom de son propriétaire. Celui-ci perfectionna le mécanisme puis le loua en 1846.
Arche 12
Le moulin de l'arche 12 appartenait à l'abbaye de Joyenval. Saint Louis confirme la donation en 1230 ; il est appelé Petit Moulin de Joyenval. En 1791, le meunier Leclerc, dernier locataire de ce moulin, est accusé à tort d'accaparement ; il manqua d'être pendu. Comme le Moulin des Dames, il est vendu le 2 février 1791. Le propriétaire de 1850 fait ravaler la façade et fait peindre en lettres gothiques « Petit Moulin de la Reine Blanche. 1230. Rebâti en 1850 ». Cette inscription donna lieu a une légende selon laquelle la Reine Blanche, gênée par le tic-tac du moulin construit rue de la Tannerie, proposa aux meuniers de le lui céder, pour le démolir, et leur offrit en échange celui du pont. Une image populaire montre aussi saint Louis, petit, jouant avec la fille du meunier et la félicitant pour son habileté à faire des galettes de fleurs de farines.
Arche 14
En 1472, l'arche appartenait à Jean Leblay. Il conserve le droit de pêcherie tandis que les religieuses du prieuré de Poissy construisent un moulin. Il est alors appelé « Petit Moulin des Dames ». En 1525, le moulin brûle durant une nuit. Il est rebâti grâce aux trois religieuses Anne Legros et les deux sœurs de La Place. En 1792, il était loué par Souhard qui rachète le bien national pour 40 000 francs. Devenu possesseur de deux moulins par ce moyen, il prête serment à la Convention nationale
,.
Arche 15
Il fait partie des trois moulins d'origine. L'arche avait été donnée par la commune de Poissy à l'abbaye de Joyenval. Il est nommé Grand Moulin de Joyenval. En 1402, l'arche est considérée comme tombée en aubaine puis saisie à la requête du procureur du roi. Au bout de 60 ans, les moines obtiennent la mainlevée.
Le moulin étant proche des défenses, il est détruit en 1590 par l'artillerie d'Henri IV. Il est reconstruit en 1620 et est appelé Moulin Neuf. Les religieux ont des difficultés financières et vendent le moulin. Le meunier Étienne Sauvage en est locataire en 1787. En 1789, âgé de 56 ans et père de huit enfants, il est accusé d'avoir chez lui de la farine. À son moulin, sont découverts six à sept cents sacs de farines. Certains s'en prennent au meunier tandis que d'autres les calment. Il est conduit chez les Récollets : l'innocence de Sauvage est faite car il était chargé par le Gouvernement d'acheter du grain pour l'approvisionnement de Paris. Défendus par les notables de la ville, il est pourtant amené à Saint-Germain-en-Laye et tué par un garçon boucher le vendredi 17 juillet,.

##### Les guerres
Guerre de Cent Ans
En 1346, l'arrivée des Anglais est signalée ; la garnison de Poissy coupe le pont. Le 12 juillet 1346, Édouard III arrive à Poissy. Pour partir vers le nord, il dut rétablir le passage, ce qui fut fait facilement car le tablier avait été enlevé, les appuis existant encore. Un détachement d'infanterie passa sur la rive droite afin de protéger les travailleurs. Les travaux sont arrêtés lorsque des milices d'Amiens arrivèrent, pour se mettre à disposition du roi de France mais, ne sachant pas que le pont était coupé, la troupe dut passer sur « une poutre de soixante pieds de long sur un de large » d'après un chroniqueur anglais. Cinq cents Français périrent mais aucun Anglais. Ils eurent l'occasion de prendre 25 étendards et une grande quantité d'armes. En septembre 1347, la trêve est signée à Poissy ; le pont est doté de fortifications et ses abords de fortins.
En 1357, malgré les protestations des habitants, le pont est à nouveau coupé sur l'ordre du dauphin, ce qui n'empêchera pas la ville d'être envahie par les Anglais.
En octobre 1411, le pont est encore coupé afin d'empêcher l'avancée des Armagnacs, sur l'ordre du roi. Le capitaine de la garnison du pont de Poissy avait, en 1423, 63 hommes dont 9 lanciers à cheval, 9 lanciers à pied, 24 archers à cheval et 21 à pied. En 1427, la garnison est composée de 20 lanciers à pied et 6 archers. Le chiffre diminue encore en 1430 où il reste deux lanciers à pied et treize archers ; de 1431 à 1439, il ne reste plus qu'un lancier et six archers.
Guerres de religion

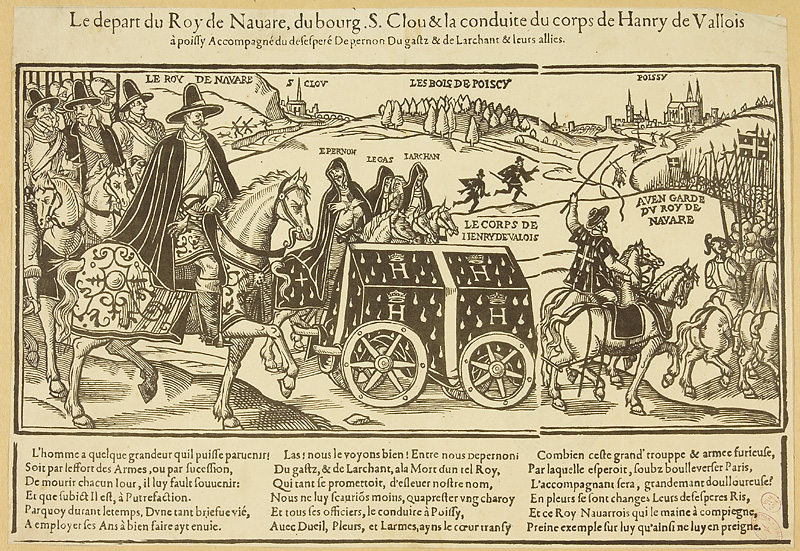
Henri IV amène la dépouille du roi Henri III à Poissy. Les principaux monuments pisciacais, dont le pont, sont visibles en haut à droite.

Le pont de Poissy, durant les guerres de religion, est défendu par les catholiques ; les huguenots Gabriel Ier de Montgommery et Dandelot doivent s'en emparer. Leurs troupes arrivent par la rive gauche et contraignent la milice bourgeoise de Poissy à se replier sur le pont dont on ferme la porte. Rappelés à Saint-Denis, Montgommery et Dandelot n'eurent pas le temps d'attaquer le pont. En 1568, le roi Charles IX fait construire un pont-levis afin d'éviter de faire venir des troupes de Paris. Le pont étant gardé, le 6 juillet 1573 Charles IX ordonne que soient payés deux cents de solde au capitaine P. Lapalle et aux vingt hommes de la garnison. En fuyant la cour le 3 février 1573, Henri de Navarre (le futur roi Henri IV) passe par le pont. Les 9 et 10 février 1590, Charles de Mayenne occupe Poissy. Henri IV investit la ville ; les deux cents défenseurs se réfugient dans le fort sur le pont et haussent le pont-levis. Henri IV, au moyen de son artillerie, détruit les deux tours qui soutenaient le pont-levis. Les défenseurs se retirent sur un second fort sur le pont ; l'arche entre ces deux forts étant coupée, ils jetèrent une échelle et beaucoup se noyèrent. Le pont de Poissy avait tellement été endommagé qu'Henri IV ne put poursuivre Mayenne qui venait de lever le siège de Meulan.

### DuXVIesiècleauXVIIIesiècle
Les deux arches détruites en 1590 sont reconstruites en bois neuf ans plus tard ; le pont est alors constitué de vingt-quatre arches et est long de 406 mètres à la fin du XVIIe siècle.

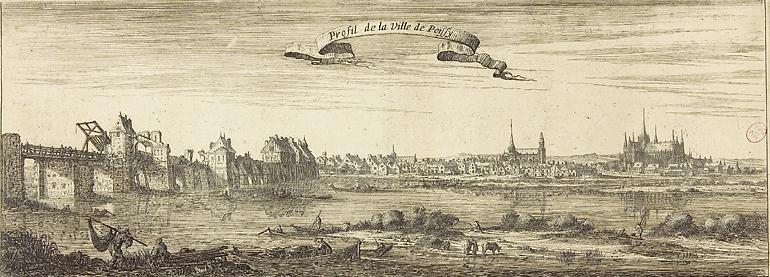
Profil de la ville de Poissy vue de la rive droite. Gravure et poème d'Israël Silvestre (vers 1650).

Les religieuses sont autorisées en 1679 à mettre en service un bac pour faire traverser les marchandises ainsi que les serviteurs et officiers du couvent, en raison d'une inondation.
D'après les comptes des bâtiments du roi, le pont reçoit par la suite de légères réfections. Léger Acrement, garde à la porte de Carrières-sous-Poissy, obtient le 5 septembre 1695 40 livres pour avoir nettoyé le sable sous les arches et entretenu les escarpements ; Jacques Barbier, maçon au château de Saint-Germain-en-Laye reçoit 30 livres pour avoir fixé des crampons de bois sous les arches et avoir replacé plusieurs pierres, puis 112 livres pour avoir installé une porte charretière conduisant à la rive ; en même temps, sont réalisés des travaux de serrurerie et de « gros fer » sur les barrières en bois situées sous les arches pour lesquels Rouiller reçoit 39 livres, 18 sols et 6 deniers.
En 1702, le roi apprend que des réparations urgentes sont nécessaires. Un devis de 1324 livres est dressé par l'architecte Romain.
Au début de l'année 1795, les moulins cessent de fonctionner, le fleuve gèle et les bateaux pris dans la glace constituent des dangers pour le pont

### DuXIXesiècleaux années 1930

#### Le progrès transforme le pont
Le pont n'a plus que 17 arches en pierre sur la Seine et neuf travées en bois au début du XIXe siècle. Le courant faiblissant, les meuniers avaient installé un épi à la pile la plus proche du moulin de l'arche 15.
En 1820, l’entreprise des ponts et chaussées Cheronnet surélève le pont et reconstruit certaines arches sur demande de l’ingénieur d’Astier de la Vigerie chargé de la navigation sur la Seine. Il ne reste plus que quinze arches sur la Seine, celles manquantes ayant été remplacées par une passerelle de bois en 1836. En 1823, la réfection intégrale du pont est proposée par Coster ; le projet est abandonné en raison du coût estimé à 1 900 000 francs. D'Astier de la Vigerie propose en 1827 la construction d'un nouvel ouvrage moins long, à 125 mètres en amont ; ce projet est également abandonné en raison de son coût. Ces atermoiements semblent être à l'origine d'un canular, diffusé sur des feuilles volantes, intitulé Détails sur l'horrible catastrophe, propageant la rumeur de l'effondrement d'une arche du pont et la mort de dix-sept voyageurs. Issus d'une ou plusieurs personnes ayant fait appel à un petit imprimeur, ils avaient la volonté de faire bouger l'administration trop lente.

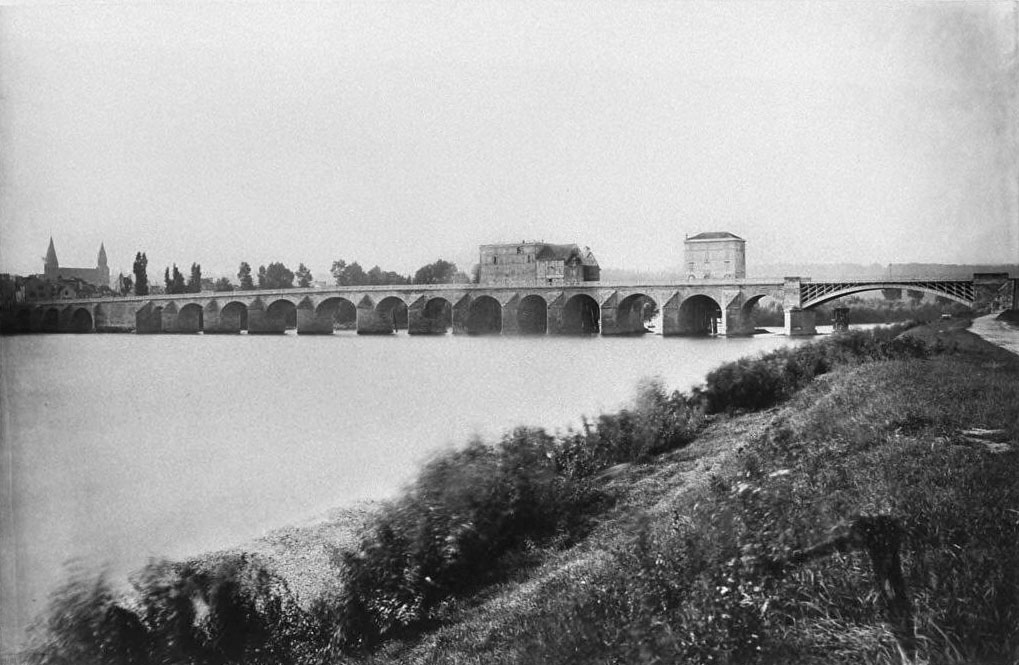
Le pont vue depuis l'amont rive droite entre 1871 et 1874.

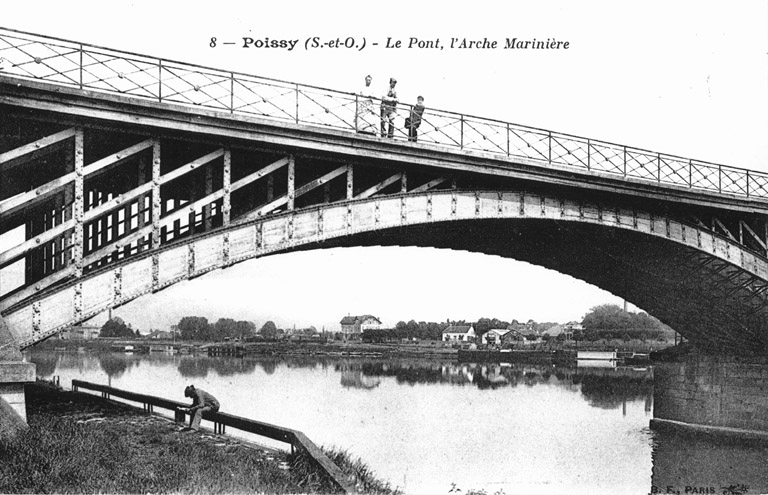
Arche marinière du pont de Poissy vers 1910.

Les travaux se poursuivent de 1846 à 1849 lors de la suppression de trois arches remplacées par une arche marinière de trente-deux mètres destinée à faciliter la navigation, réalisée par l’ingénieur des ponts et chaussées de Seine-et-Oise Antoine-Rémy Polonceau, d'après son brevet de 1831 sur les arcs en fonte des ponts métalliques. La culée de l'arche marinière est située de manière que le chemin de halage soit large de 4,50 m. La partie en bois du pont sur la rive de Carrières garde son tablier tel quel mais ses arches sont comblées sur une hauteur de 4,50 m. L'essor de la navigation fluviale impose qu'un chenal soit aménagé ; la Seine est draguée autour du pont et les déblais allongent de cent mètres vers l'amont l'îlot Blanc. C'est à cette occasion que sont retrouvées des pièces dans les fondations et une épée dans le lit. Les berges sont terrassées et l'épi est détruit. Un abreuvoir à destination des bestiaux est installé sur la rive droite en aval du pont. Le chenal est rendu à la navigation en 1850 ; la batellerie, qui n'est pas à vapeur, n'a plus besoin de dételer ses chevaux pour passer le pont. Le courant se divisa en deux : une partie devenue rapide dans la trajectoire du chenal et une partie ralentie vers la rive de Poissy. Les moulins ne pouvaient plus fonctionner, et l'un des propriétaires, Nicquevert, intenta un procès jusqu'à la destruction des moulins.
Après la guerre franco-prussienne de 1870, des travaux de remise en état, réalisés en 1875, donneront la forme définitive du pont jusqu'à sa destruction.
L’un des deux îlots sur lequel reposaient les arches 4 et 5 est retiré ; ces arches sont entièrement refaites. L'arche maîtresse et les arches contiguës sont également refaites. Sur la berge de Carrières, entre la culée de l'arche marinière et les trois dernières arches, le pont en bois est remplacé par un talus sur lequel sont placés deux escaliers permettant de descendre du pont. Dès lors, le pont est long de 312 mètres, sa chaussée est large de 5,50 m et comprend deux trottoirs. Il est constitué de vingt arches : les trois premières et plus anciennes sont sur le bras de Migneaux, la huitième arche est l'ancienne arche marinière en pierre, la dix-septième est l'arche marinière en fonte.

Illustrations en avril 1897
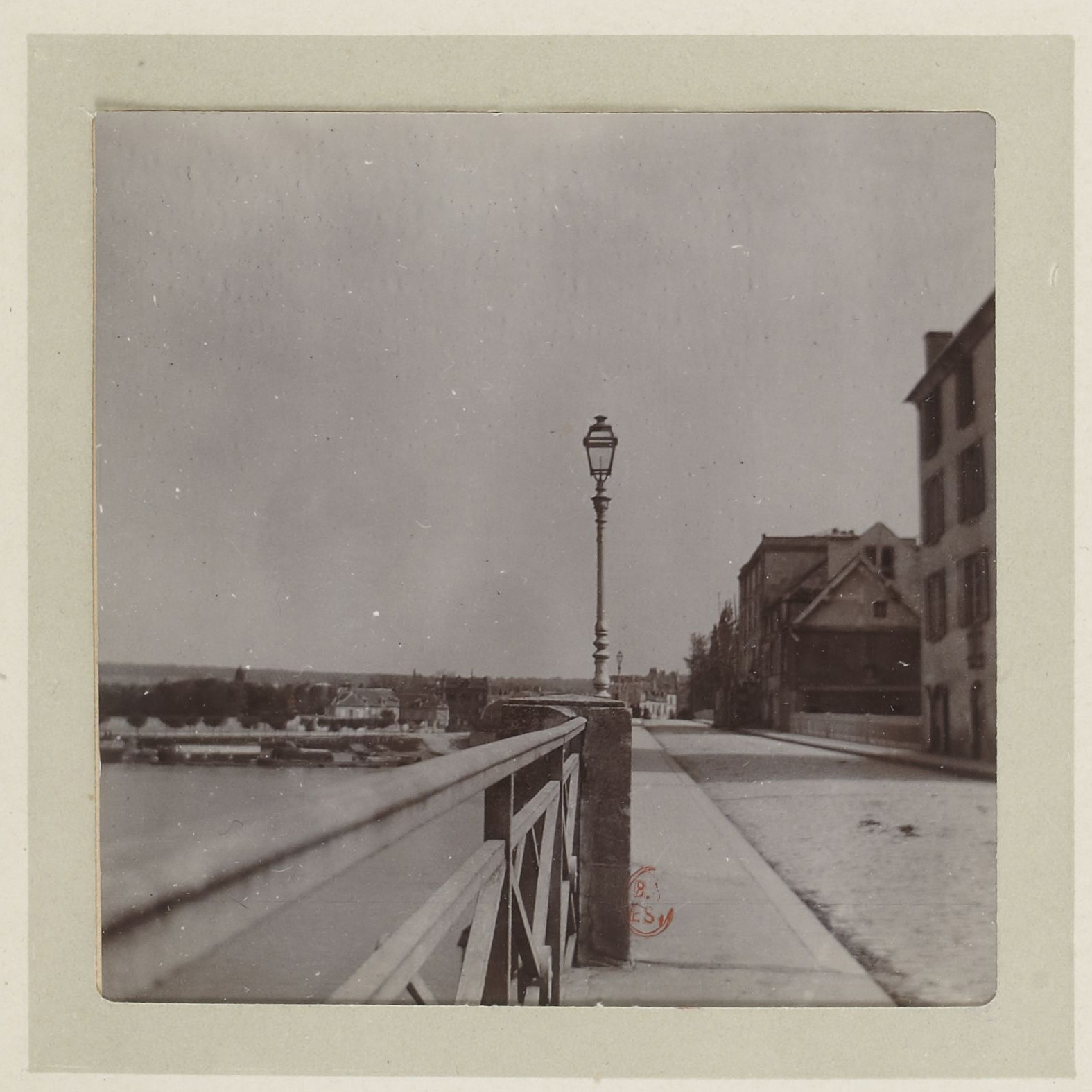
Vue depuis le pont.
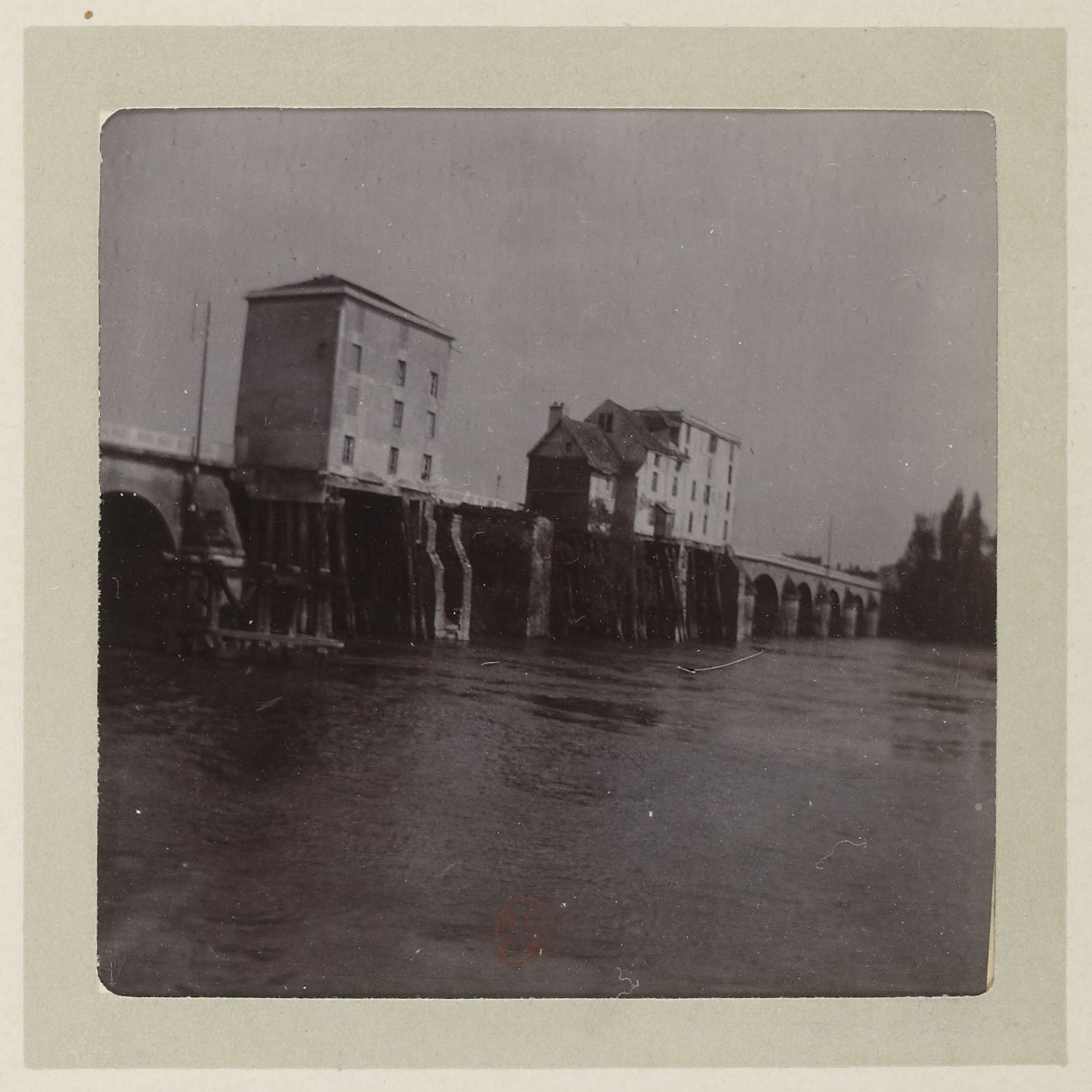
Les moulins.
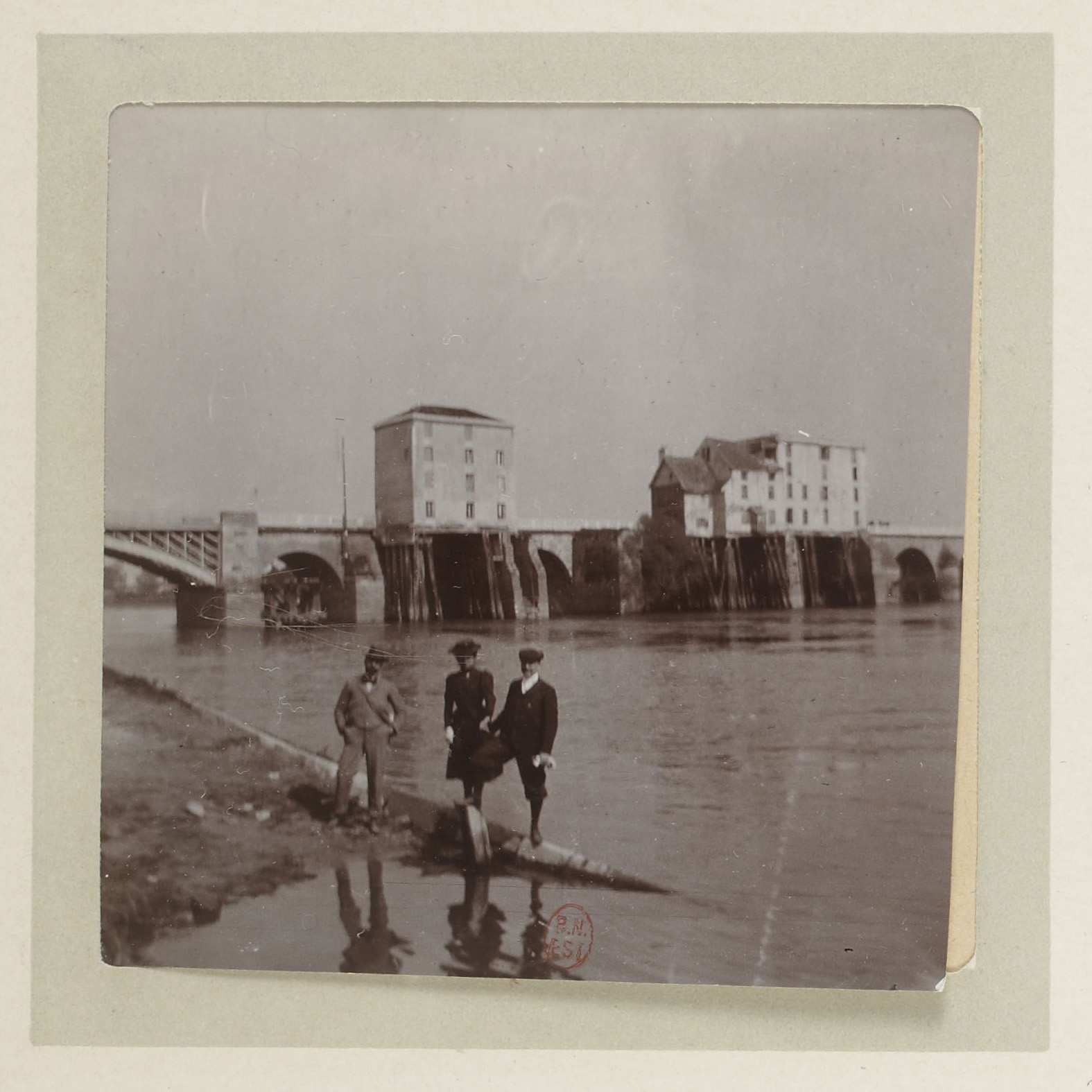
Famille parisienne devant le pont.
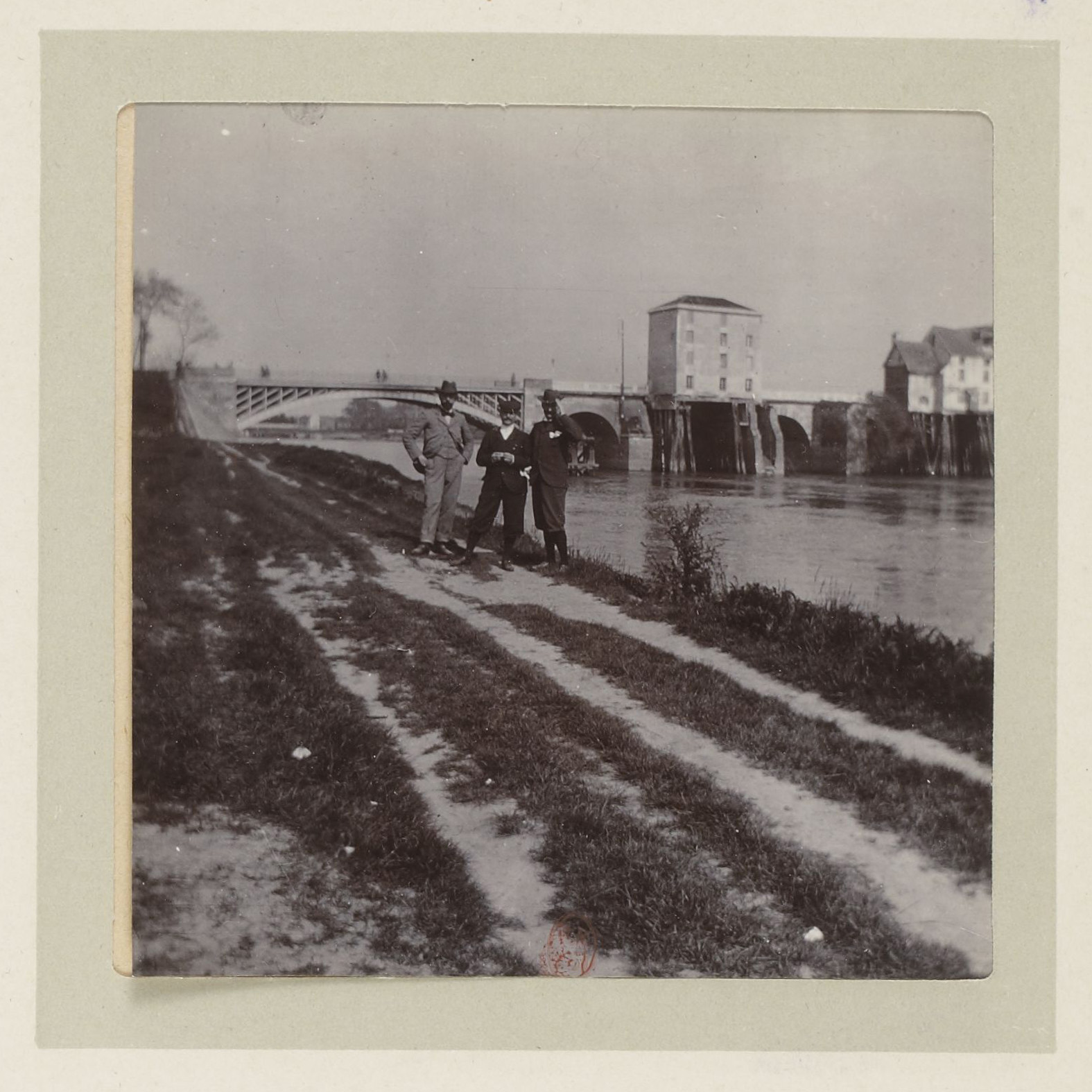
Famille parisienne devant le pont.

Le 4 décembre 1912 est ouverte la ligne de chemin de fer reliant Pontoise à Poissy dont les rails empruntent le côté aval du pont ; des canalisations d'eau approvisionnant Carrières-sous-Poissy sont ensuite installées.
En 1938, l’ancien pont est considéré comme inapte au trafic routier. Le nouveau pont ne sera construit qu'en 1948.

##### La fin des moulins

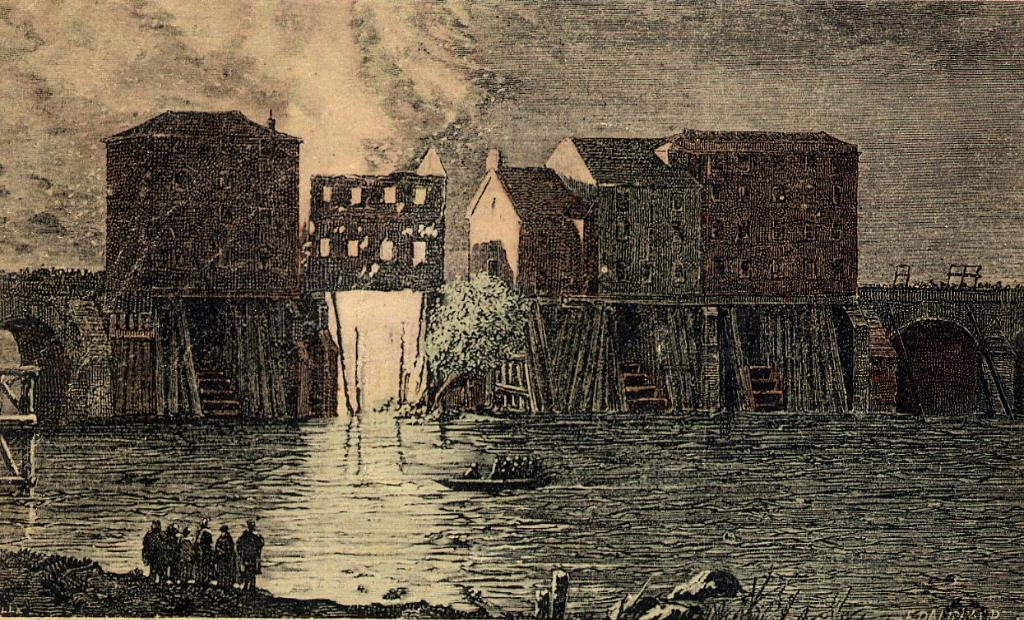
L'incendie du moulin Duvivier durant la nuit du 2 au 3 novembre 1869, par Édouard Daliphard.

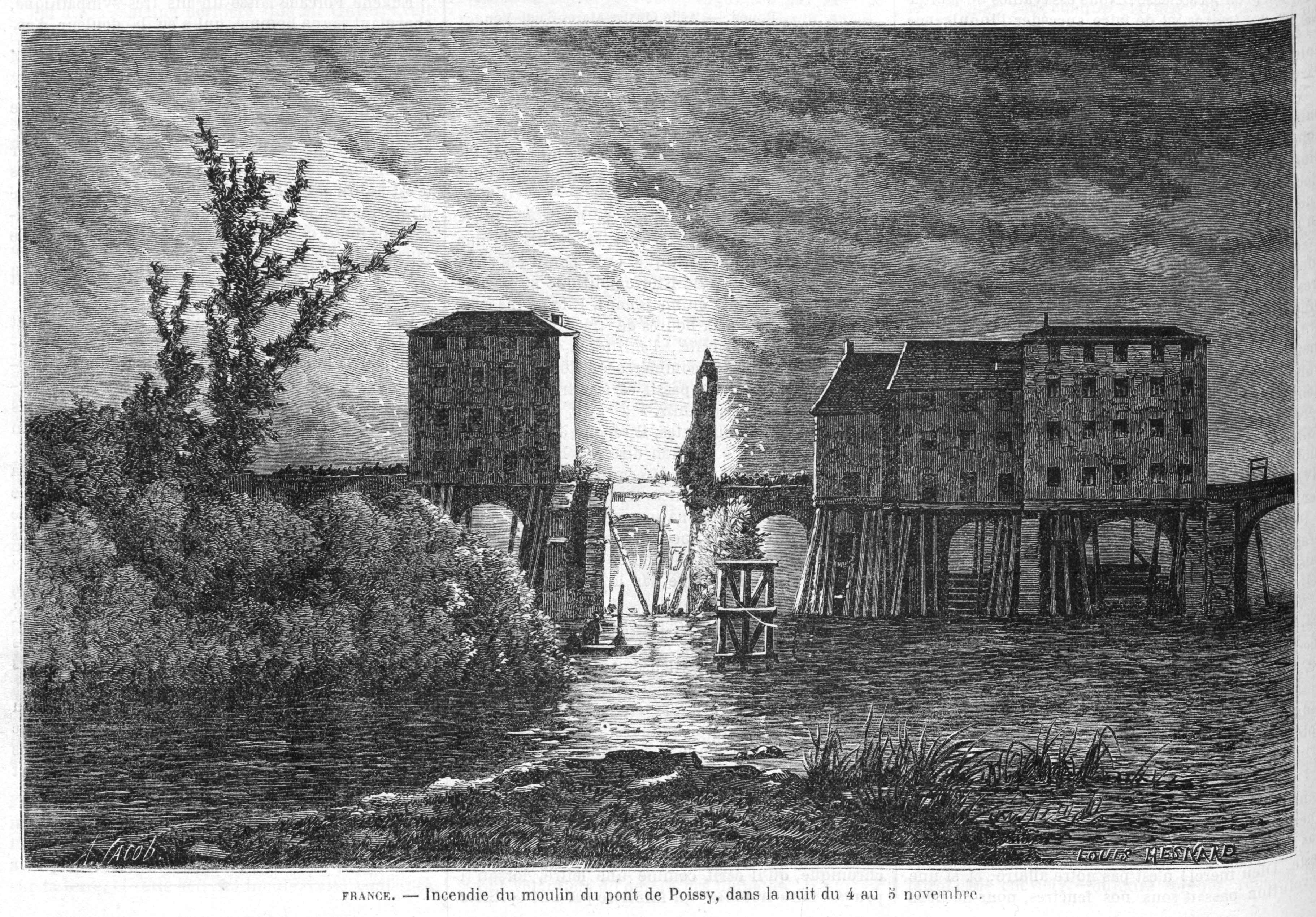
L'incendie du moulin Duvivier durant la nuit du 4 au 5 novembre 1869 par A. Jacob et Louis Mesnard ou Hesnard.

En 1841, on projette parmi d'autres idées « d'affecter à l'usage d'une machine hydraulique un des moulins du pont de Poissy » en utilisant la force motrice du fleuve pour l'adduction d'eau prélevée dans la Seine en direction de la ville de Poissy et notamment de l'assainissement du marché aux bestiaux. Le projet ne sera pas retenu au privilège d'une prise d'eau sur les coteaux de Chambourcy, amenée en 1846 par un souterrain nommé la galerie aux Moines.
En 1851, le moulin Nicquevert perd de sa puissance à cause de la nouvelle arche marinière qui fait diminuer la force du courant. Un des locataires tenta de l'adapter avec une machine à vapeur mais il fit faillite. Durant la guerre franco-prussienne, une mine destinée à couper le pont endommage le moulin. Après la guerre, Nicquevert réclame une indemnité.
Le moulin de l'arche 12, devenu moulin Duvivier, brûle dans la nuit du 2 au 3 novembre 1869.
En 1875, le moulin de l'arche 12 dit de la reine Blanche a pour propriétaire M. Guillemain ; le moulin est racheté par l'État.
Le moulin de l'arche 15 a pour dernier propriétaire Thuret ; il donne son nom au moulin et devient le dernier meunier du pont.
Fin XIXe, les trois derniers moulins sont désaffectés et propriété de l'État. En 1841, les trois derniers meuniers Thierry, Duvivier et Raffy qui sont gardes nationaux de la commune, afin d'être dispensé de monter la garde, demandent d'être assimilés aux gardes nationaux extra-muros. Le 12 janvier, à huit voix contre cinq, le conseil municipal rejette leur requête. En 1894, le mauvais état des moulins inquiète la municipalité qui décide de contacter l'administration des Beaux-Arts. Celle-ci refuse de classer le moulin dit de la Reine Blanche en monument historique et conseille de tout démolir. Certains conseillers municipaux proposent de le faire réparer afin de le conserver. Sur les dix-neuf votants, quatre voix s'expriment en faveur de la conservation et quinze pour la démolition. Le 30 mars 1898, les moulins des arches 11 et 12 n'existent plus ; des réclamations sont présentées pour que le parapet provisoire soit refait. Il ne reste plus que le moulin Thuret sur l'arche 15 ; le pont est situé sur le chemin de Paris à Rouen devenu route nationale. Le moulin, profitant de sa visibilité, est couvert d'affiches sur trois de ses faces. À l'unanimité, le conseil municipal impose le retrait des affiches « afin de laisser subsister dans des conditions acceptables les anciens souvenirs historiques ». Il est finalement détruit en 1909, ses gravats venant combler d'anciennes ballastières. Vers 1925, les contreforts des pilotis soutenant les moulins sont retirés.

#### La Belle Époque du pont

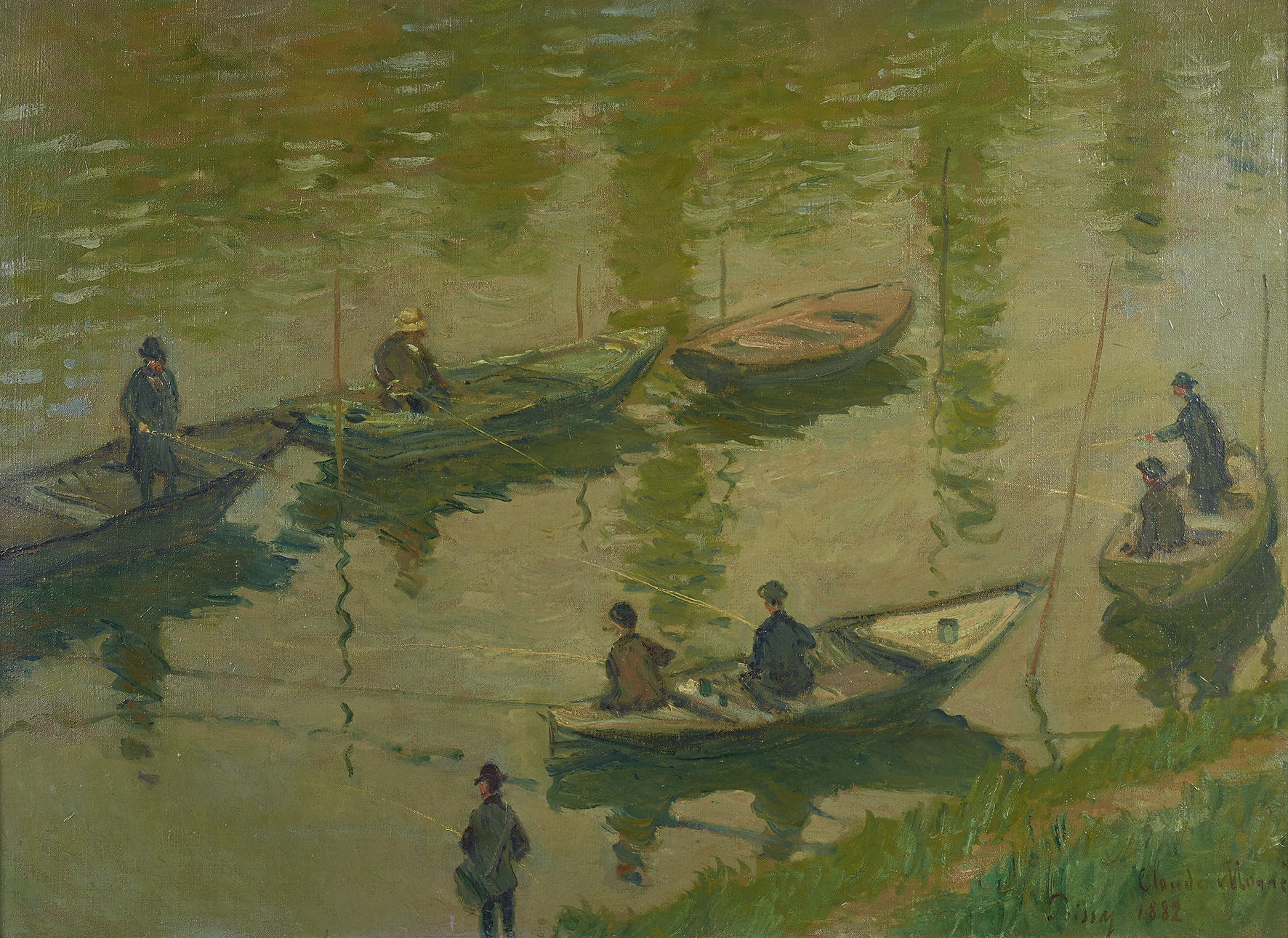
Les Pêcheurs de Poissy de Claude Monet (1882).

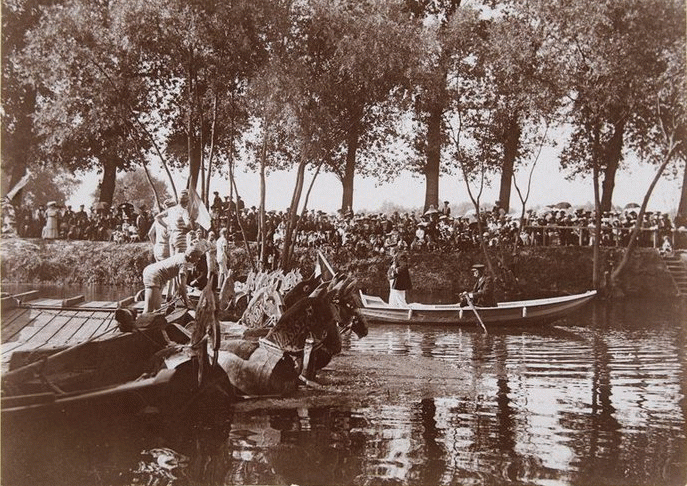
Joute nautique en 1909.

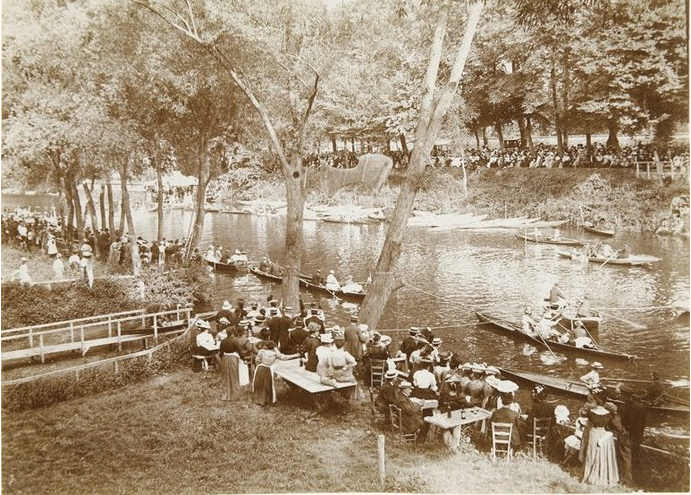
Régate en 1909.

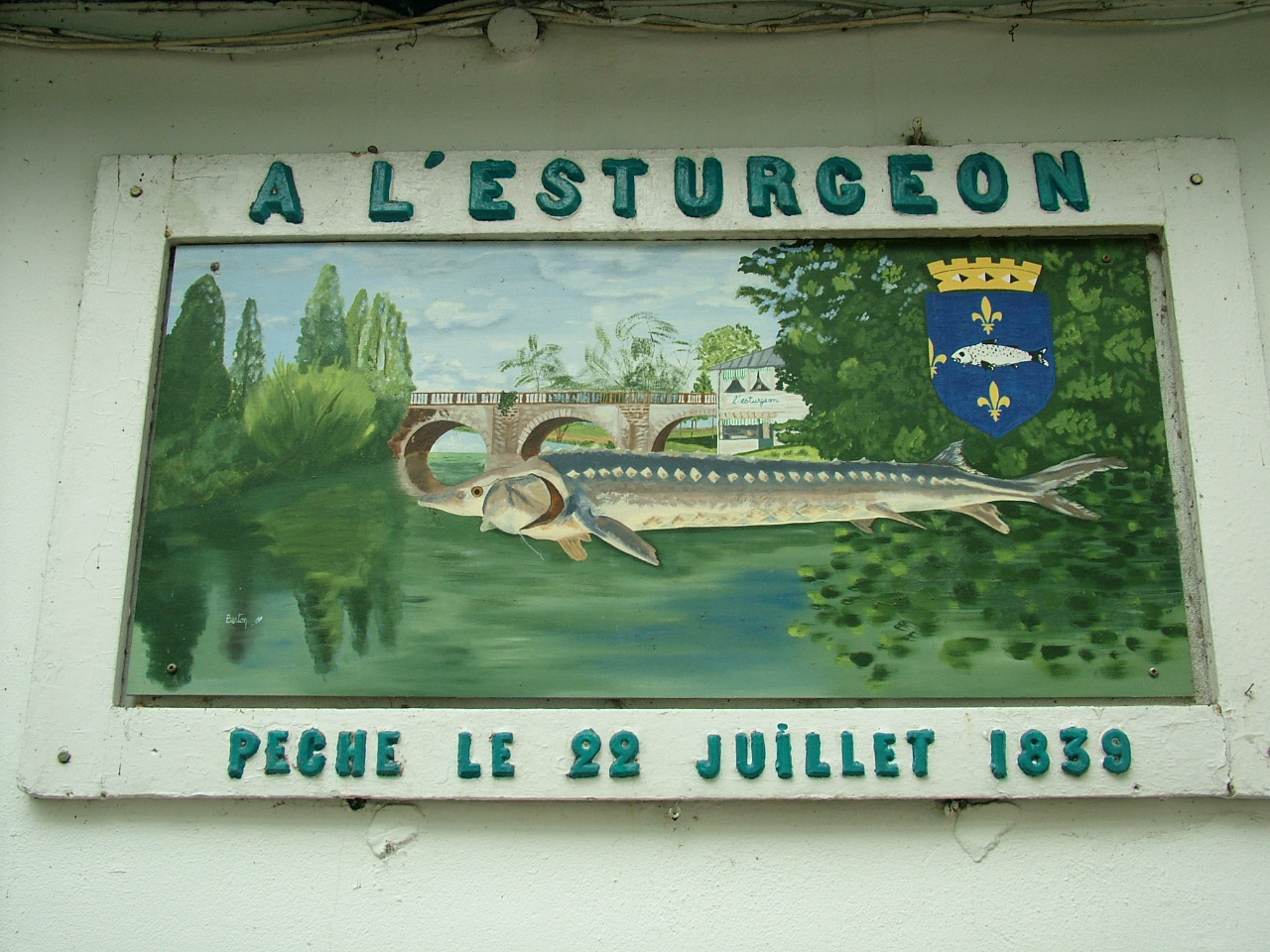
Plaque commémorative placée sur la façade du restaurant.

Au XIXe siècle, les vacances au bord de la Seine deviennent à la mode. Grâce notamment à la mise en service de la ligne de Paris-Saint-Lazare au Havre et de l'ouverture de la gare le 9 mai 1843, les berges de Seine puis l'île de Migneaux vers 1901, s'urbanisent. De nombreux parisiens et artistes en villégiature s'installent comme Claude Monet qui séjourna deux ans dans la villa Saint-Louis, de décembre 1881 à avril 1883, Éliza Besançon femme du peintre Ernest Meissonier, rue du Port, ou encore l'architecte Théophile Bourgeois qui fit de sa maison construite en 1893 une carte de visite. Ces nouveaux habitants pratiquent des activités nautiques telles que le canotage ou la baignade. Guy de Maupassant raconte brièvement dans la nouvelle De Paris à Rouen publiée en 1883, l'activité qui y régnait :
« Poissy, célèbre par sa maison centrale, son ancien marché aux bœufs et ses pêcheurs à la ligne.
M. Meissonnier habite ici, sur la gauche ; Mlle Suzanne Lagier prit plus de goujons dans ce petit bout de rivière qu’il n’y a de rosières à Nanterre. Beaucoup d’artistes dramatiques viennent chaque dimanche empaler des asticots dans ce pays. ».
Diverses associations dédiées aux loisirs se mettent en place comme le Cercle de Voile de Poissy fondé le 14 mars 1888 qui avait son siège à l’Esturgeon, avec deux parrains et une cotisation annuelle de 10 francs. Chaque membre pouvait concourir aux régates organisées sur la Seine. La natation est enseignée par la Société des Ambulanciers et Sauveteurs médaillés de Poissy et de Seine-et-Oise créée le 13 août 1832 ; la commune leur confie un terrain quai du Port et le 3e Génie de Versailles leur installe l'essentiel des équipements. La société avait à sa disposition un quai de 40 mètres, un bassin de 13 mètres et un plongeoir d'une hauteur de 6,80 mètres.
La ville, en 1813 aménage le chemin du Bourget-d'en-Bas et le renomme en Promenade du Bourget-d'en-Bas ; des arbres y sont ajoutés et les travaux s'achèvent en 1828. Le lieu prend ensuite plusieurs noms : en 1847 le boulevard de la Seine, en 1935 le boulevard Henri-Barbusse puis en février 1940 cours du Quatorze-Juillet.
En 1867, le marché aux bestiaux de Poissy, qui soutenait depuis plusieurs siècles l'activité économique de la ville, est supprimé et transféré au nouveau marché de la Villette, inauguré à Paris le 1er octobre 1867.
Le 26 juillet 1931, lors de la dernière étape du 25e Tour de France, le peloton entra dans la ville par le pont.
Le 23 juillet 1937, il est partiellement inscrit aux monuments historiques.

##### Les restaurants
Les auberges intra-muros de Poissy, essentiellement disposées autour du marché aux bestiaux et de la rue de Paris, l'actuelle rue du Général-de-Gaulle, disparaissent avec la fermeture de celui-ci. Elles sont aussi concurrencées par les guinguettes, restaurants et caboulots qui se développent autour du pont. Puis ce sont les restaurants des berges qui eux-mêmes disparaissent, victimes du désintérêt pour les bords de Seine après la Seconde Guerre mondiale.
L'Esturgeon
Le restaurant, installé dans une maison du XVIIIe, devient un restaurant au début du XIXe siècle. En 1836, l'auberge est acquise par François Hommery, né à Vaux-sur-Seine. Il avait l'autorisation de placer ses filets sous les arches. Le 22 juillet 1839, avec ses frères, il tire de ses filets un esturgeon de 100 kg pour trois mètres de long. Le restaurant appelé alors Chez Homery change de nom.
Une guinguette appartenait à ce même restaurant sur l’île dite « annexe », située en face et accessible par un embarcadère au pied du restaurant. Le restaurant était fréquenté par les peintres Maurice Utrillo et André Derain ; on pouvait y déguster « de bonnes matelotes, de bonnes anguilles » en 1866.
En 1898, il obtient deux étoiles de l'Automobile Club de France.
Restaurant de la Reine Blanche
Le restaurant situé sur la rive de Carrières, au bout du pont côté amont, prend ce nom à cause de la légende créée par le moulin. Tenu par M. Dumont puis par M. Fischer, il était apprécié pour sa vue. Il devint ensuite une clinique en 1955.
Léon
Situé sur la pointe est de l'île de Migneaux, le restaurant appartenait à Léon Chouquet, né à Paris en 1847, qui se maria à Hélène Maxted, née en 1857. En 1911, il change de profession et devient architecte. Il est à l'origine de l'urbanisation de l'île. Le restaurant déclina après la Première Guerre mondiale puis disparut.
Le Petit-Robinson et l'hôtel du Cheval rouge
Accessible par la troisième arche du pont, il était le siège de la société des Sauveteurs Médaillés. Âgé de 64 ans, le tenancier en 1936 était Émile Privé.
L'hôtel du Cheval rouge était situé sur le trajet entre la gare et la Seine. Il est tenu depuis 1855 par Édouard et ensuite Joseph Lépine. Vers 1906, il appartient à M. Boiron puis, en 1910, à Alphonse Cadet et sa femme Marianne Capaudeguy qui, devenue veuve seize ans plus tard, le tient jusqu'à sa mort le 20 janvier 1938.

#### Les deux passages de NapoléonIer
La municipalité est avertie du passage par Poissy pour le 2 juin 1810 de Napoléon Ier durant son retour de Normandie. Le programme est donné par le préfet ; la porte du pont est ornée d'un arc de triomphe. Un cortège prend place à l'entrée du pont ; à vingt heures revient l'éclaireur envoyé à Triel. Lorsque la voiture de l'empereur apparaît au milieu du pont, sa femme et lui-même sont acclamés. La voiture s'arrête sous l'arc ; le maire fait un discours. Il est une nouvelle fois applaudi ; la fille de l'adjoint Chabosson, suivie par un groupe de jeunes filles habillées de blanc, offre un bouquet à l'impératrice, puis le cortège repart.
Le 12 décembre 1840, un grand nombre de Pisciacais assistent malgré le froid, depuis le pont et les berges, au retour des cendres de Napoléon Ier. L'équipage de la flottille passe la nuit à Poissy en compagnie des troupes de lignes et de la garde nationale qui effectuent la veillée d'armes. Le dimanche 13, l'abbé Félix Coquereau dit la messe sur le bateau La Dorade ; les autres bateaux entourent celui-ci. Elle est suivie par de nombreux habitants depuis les deux rives.

#### Guerre franco-prussienne et Première Guerre mondiale

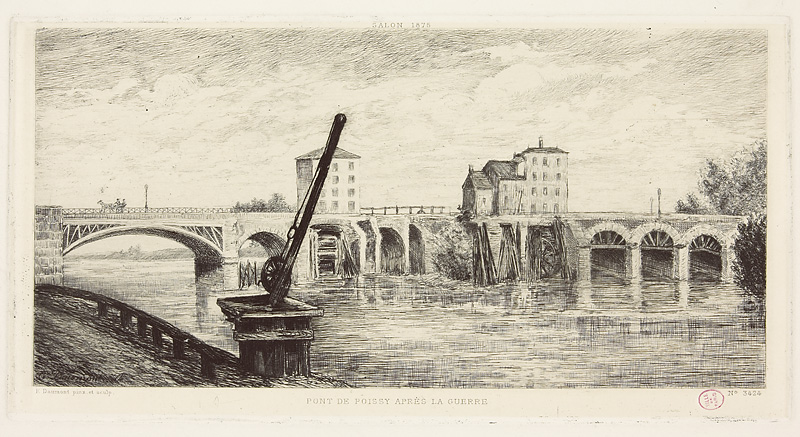
Le pont après la guerre franco-prussienne avec l'arche centrale détruite.

Le 19 juillet 1870, la France déclare la guerre à la Prusse. L'ennemi approche de Paris en septembre. Le pont est alors miné au niveau de son arche centrale et l'explosion détruit les deux arches voisines. La levée en charpente entre l'arche marinière et la route de Triel est incendiée. Dans l'après-midi du 19 septembre, les Prussiens sont sur la rive droite mais ne peuvent passer. Ils agitent leurs armes et lancent des menaces. Le maire, le baron Hély d'Oissel, prévenu, prend seul un aviron depuis le port pour parlementer. Il est mis en joue puis amené aux officiers prussiens qui lui demandent toutes les armes détenues par les habitants sauf celles de la Maison Centrale. Il revient sur les berges pisciacaises où un grand nombre d'habitants se sont amassés. Le lendemain, les Prussiens parvenus à Poissy s'emparent des meilleures armes déposées à la mairie, puis brisent et jettent les autres dans la Seine. Le pont est remis en état en 1875.
Les populations du Nord de la France fuyaient les territoires occupés durant le début de la Première Guerre mondiale ; elles longeaient l'Oise et traversaient le pont puis se scindaient en deux colonnes à Poissy. Le pont ne subit aucun dommage de la guerre mais l'angoisse entraîna l'installation de défenses de la Seine sur les hauteurs de Poissy jusqu'à la forêt.

### Lors de la Seconde Guerre mondiale

#### Durant l'occupation
Lors de la Seconde Guerre mondiale, la foule fuyant les territoires envahis et les troupes en retraite mirent cinq heures pour effectuer le trajet entre Carrières et Poissy. Un régiment de chasseurs alpins ayant combattu à Narvik en avril 1940 campa sur le rivage pisciacais. Le 7 juin 1940, sur le port et le bord de la Seine fut établie une position défensive : un fusil-mitrailleur à l'avant, un canon antichars plus loin au niveau du boulevard Gambetta et un canon de 75 mm ainsi qu'un projecteur à l'arrière, tous pointant vers le pont. Le matin du 13 juin 1940, le Génie français détruisit l'arche marinière et trois arches au centre du pont pour retarder l’avance des Allemands. Ceux-ci rentrèrent finalement dans Poissy trois jours plus tard. Un bac permit le passage, et le bataillon allemand Brucken Bau no 84 le réaménagea. Dès le début juillet ou au mois d'août, l'arche marinière fut découpée au chalumeau et remplacée par une travée en fer tandis que les autres arches furent refaites en béton,. Le pont fut ensuite ouvert à la circulation début octobre après que l'état-major allemand l'eut inauguré,.
Cependant, comme le pont de Conflans la veille, le 26 mai 1944 à 17 h 50, durant douze minutes, 38 bombardiers A-26 Marauders américains du 391st Bombardment Group allant de l'ouest vers l'est,, attaquent le pont. Les 48 premiers mètres constitués des trois premières arches sont indemnes, le mur du Petit Motteau est ébranlé, les 92 mètres suivants, constitués de quatre arches, sont très endommagées et les 172 mètres sur le lit du fleuve gisent dans l'eau à part une arche encore debout,. Une bombe perdue tomba chez Mme Guyon, l'habitante de la Villa Saint-Louis âgée de 80 ans qui en ressortit vivante ; la maison sera reconstruite en 1951 à l'identique. D'autres maisons sont endommagées avenue Émile-Zola, l'asile Saint-Louis transformé en caserne par les Allemands est entièrement détruit, la tranchée-abri et le quai du port reçoivent eux aussi des bombes perdues. L'usine à gaz fut, elle aussi, atteinte : trois gazomètres sur quatre furent détruits dont un de 2 000 m³ qui sauta au-dessus du boulevard Gambetta et retomba dans un jardin ; un mur s'écroulant tua cinq ouvriers et deux employés de l'usine furent blessés. Le bilan civil de ce bombardement s'élève à 7 morts et 46 blessés dont 32 ont été envoyés à l'hôpital de Saint-Germain-en-Laye et 14 soignés au dispensaire de Poissy. Les débris du pont gênaient la bonne circulation de l'eau ; ainsi le chemin de halage sur la rive gauche était inondé, le sol se fissurait causant un accident de voiture et les arbres étaient blanchis par la craie du lit du fleuve. En novembre 1944, le fleuve est en crue et parvint, le 17 février 1945, à 48 cm de la hauteur d'eau du 31 janvier 1910. Le bac est de nouveau remis en service.

#### Derniers combats
Le vendredi 18 août 1944, une grande partie des troupes allemandes regagne la rive droite en empruntant le bac. Il n'y a plus d'Allemands à Poissy au matin du 26 août mais ils stationnent à Carrières-sous-Poissy. Profitant de leur absence, un groupe des Forces françaises de l'intérieur (FFI) part du port en direction de l'écluse de Carrières-sous-Poissy et fait prisonniers, à 10 heures, quinze soldats et marins qui seront amenés à Poissy. À onze heures, les Allemands tentent de revenir à Poissy. À treize heures trente, une fusillade éclate au port ; la foule s'en va mais une Française est tuée. Les FFI récupèrent du matériel : un canon de 37, une mitrailleuse lourde et deux fusils mitrailleurs puis s'installent à proximité du pont. Durant le premier affrontement, le chef des FFI reçoit une balle dans la tempe ; le lieutenant Beurotte devient commandant. Il y a deux blessés graves côté français ; les FFI affirment avoir tué douze Allemands. Par la suite, ils élargissent leur champ d'action entre l'île de Migneaux et l'île de la Dérivation avec plus d'armes et 120 hommes. Les chars américains de la compagnie A du 10th Tank Battalion commandé par Arthur Whitley, arrivés à 21 heures à Poissy, s'établissent sur le Cours du Quatorze-Juillet et appuient les FFI avec leur artillerie, leurs canons et leurs chars. Pendant deux jours et deux nuits, des obus sont tirés des deux rives. Le dimanche après-midi, le bac et son remorqueur sont coulés. C'est le mardi 29 à 10 heures que les Américains traversent la Seine en canot pour une reconnaissance ; un pont de bateaux est établi le soir même. Un second pont est lancé le vendredi 1er septembre afin de permettre le passage des blindés ; trois jours après, tout est retiré.

### Depuis la libération de Poissy

#### Nettoyage du lit du fleuve et établissement d'un pont temporaire
À la Libération, l'État décida la construction d'un pont provisoire reliant les arches restantes sur les deux rives. La construction de ce pont, fait de béton et de bois, débuta en juin 1945 ; 20 000 tonnes de gravats sont déblayés et jetés entre les îles de Migneaux et du Grand Motteau afin de les réunir. Ces travaux font travailler 200 ouvriers et divers engins flottants. La plupart des personnes employées proviennent de l'usine Ford, qui détache 75 % de ses ouvriers pour les Ponts et Chaussées, les PTT et la SNCF grâce à des contrats de travail dits Bourkäib.
Le bac fut, au cours de l'été 1945, remplacé par un pont Bailey à 400 mètres en amont du pont provisoire ; la circulation était à sens unique et alternée. Le 31 décembre 1945, les piétons purent emprunter le pont provisoire ; le 9 février 1946, les voitures purent en faire de même.
Le mur du Petit Motteau est refait à neuf avec quatre travées de béton précontraint reposant sur les anciennes piles, puis six travées en bois dont quatre sont sur des palées s'appuyant sur les vieilles fondations et enfin deux travées reposant sur des pieux battus. L'arche marinière est constituée de deux travées parallèles en fer : celle en aval est longue de 52,90 m et pèse 121 tonnes, celle en amont mesure 52 m et a un poids de 60 tonnes. Trois travées viennent les soutenir : celle du milieu mesure 26,90 m tandis que ses voisines ont pour dimension 15,15 m et 20,80 m. L'arche marinière rejoint un talus sans arbres et les trois arches de l'ancien pont côté carrièrois. Le pont Bailey fut démonté puis remonté à Sartrouville ; un ouvrier sera tué en y travaillant. Le dimanche 6 août 1950, 4 200 bicyclettes passent sur le pont provisoire. Le nouveau pont est inauguré le 19 juillet 1952 après six ans d'étude et de travaux. Le pont provisoire fut fermé le 25 juillet 1952 puis démonté à l'automne. La démolition du pont provisoire, le nettoyage du lit du fleuve et la destruction des anciennes fondations sont achevés en novembre 1953.

#### Vestiges du pont et renouvellement urbain autour du pont

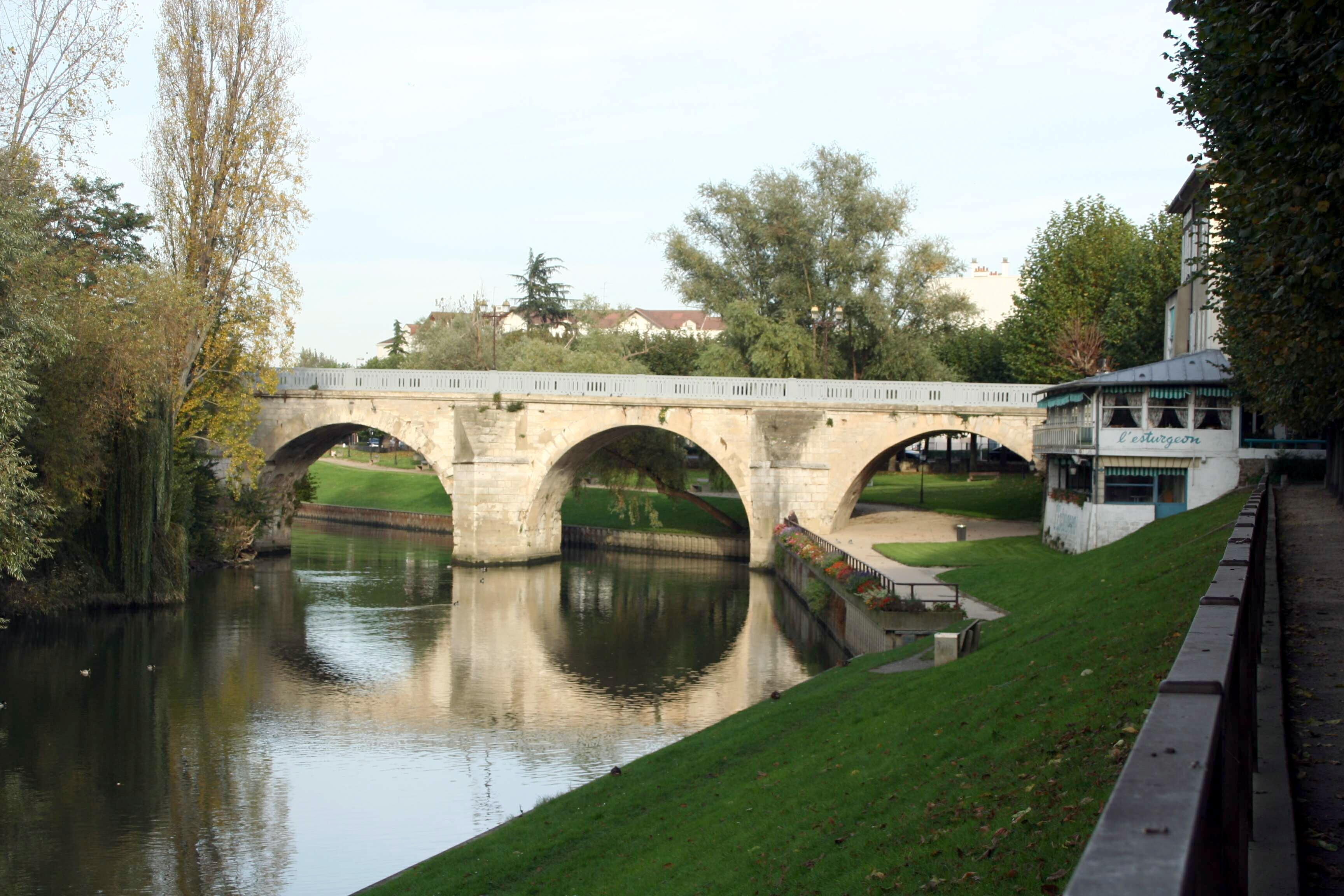
L'ancien pont en 2006.

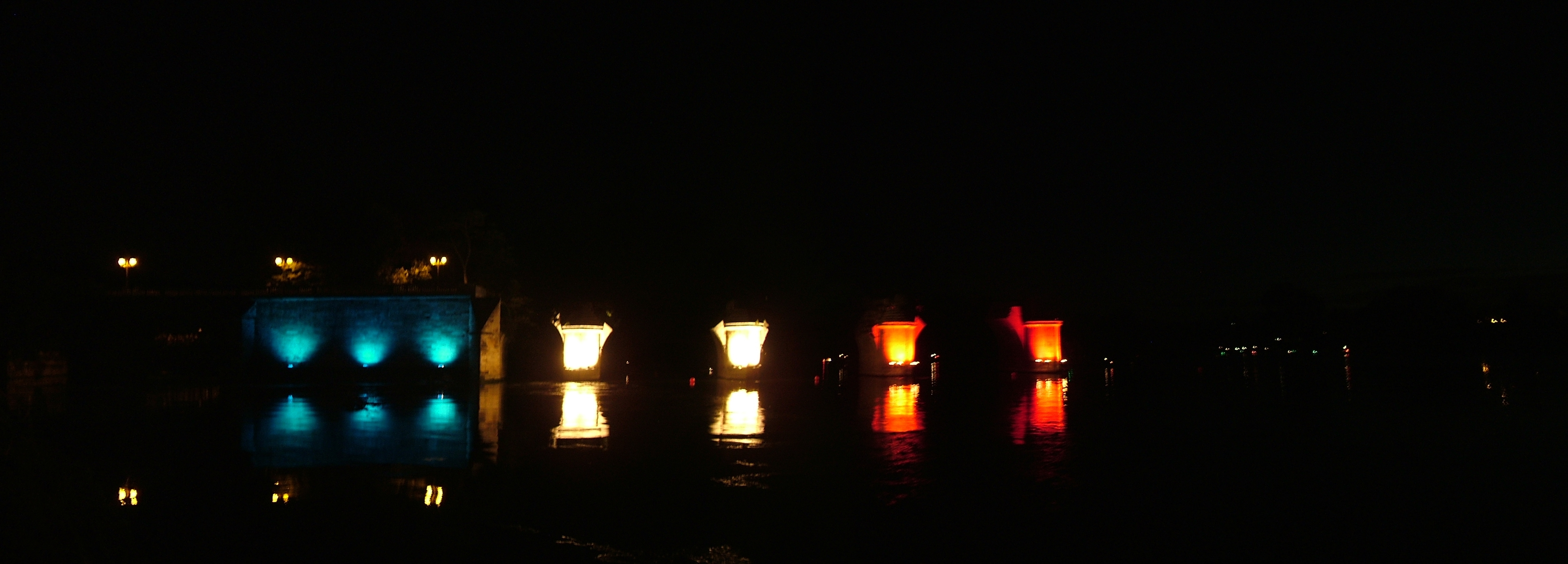
Le pont après le feu d'artifice du 13 juillet 2010.

En novembre 1946, sont achetées les ruines de l'asile Saint-Louis et la propriété est rasée quelques mois plus tard. En 1949 la municipalité relance l'idée d'un centre de natation conçu en 1945 par les architectes Paul Huan, Jacques Bertand et L. Pulain et publié dans L'architecture française ; face à l'urgence du relogement d'après guerre la municipalité abandonne,.
En 1964, est détruit un îlot d'habitations situé entre les berges de Seine, la place de la Gare et la rue du Port. Des hôtels, où logeaient des Parisiens en vacances avant la guerre, composaient ce quartier
En 1966, la piscine est finalement construite à l'est de l'île de Migneaux, sur la partie qui la réunit à l'île du Grand Motteau.
Il reste aujourd'hui trois arches rénovées et quatre piles sur la Seine du côté de Poissy, ainsi que trois autres arches du côté de Carrières-sous-Poissy qui ont accueilli un espace de vente pour le promoteur Bouygues Immobilier pour la construction de la résidence La Croisette dans la zone d'activités des Bords de Seine un peu plus en amont. Cette zone comprend 40 000 m2 d'habitats collectifs dans six bâtiments et 40 000 m2 d'espaces d'activités tertiaires, livrés en 2008, construits sur une zone inondable exposée à des risques « modérés » à « forts » (0 à 2 mètres). Les arches du côté carrièrois sont actuellement clôturées, recouvertes de terre, de gazon et en ruine.
En octobre 1996 naît l'Aviron club de Villennes-Poissy qui organise depuis 2001 Le grand Huit, une régate de 18 km dont la partie jugée difficile est le passage entre les piliers étroits du pont.
Durant l'été 2006, les rambardes du pont sont remplacées, la voirie est pavée et l'éclairage public est modifié pour la somme de 277 000 euros.
Fin 2006, comme pour douze autres sites pisciacais, une plaque touristique consacrée au pont est installée à proximité.
En 2000, une halte fluviale est installée en amont du pont. Depuis 2006, des croisières sont organisées depuis ce point afin « de redonner au fleuve le rôle qu'il jouait alors » selon Florence Xolin, adjointe au maire, déléguée au patrimoine et au tourisme. La halte se trouvant dans le périmètre de protection du pont, les publicités à l'extérieur des bateaux sont interdites.
Chaque 13 juillet, un feu d'artifice est tiré depuis une barge. Le pont du côté de Poissy est éclairé aux couleurs du drapeau et est parfois agrémenté d'une cascade. Les berges et le côté aval du pont de Poissy, fermé pour l'occasion, sont alors envahis par la foule (environ 3 000 personnes en 2007). La ville de Carrières-sous-Poissy finance aussi depuis 2008 le feu d'artifice.
Fin 2011, les 22 projecteurs de 1 000 watts installés pour les 13 juillet sont remplacés de manière permanente par trois projecteurs à diode électroluminescente de 350 watts chacun.

### Années 2010: découvertes archéologiques et projet d'une passerelle

#### Études et projet d'une éventuelle passerelle sur l'ancien pont
En 2010, dans le cadre de la ZAC Nouvelle Centralité à Carrières-sous-Poissy, les urbanistes proposent la reconstruction de l'ancien pont afin que les Carièrois accèdent plus facilement à la gare de Poissy, en qualifiant toutefois cette solution « d'utopique ».
En octobre 2010, le Conseil général des Yvelines annonce, avec d'autres projets de promotion de la Seine, qu'il prévoit l'étude d'une passerelle s'appuyant sur les piles du vieux pont pour 2012. Une réunion a lieu à ce sujet en juillet 2013, mais le projet reste en sommeil faute d'impulsion politique.
En août 2014, le maire de Poissy, Karl Olive, celui de Carrières-sous-Poissy, Christophe Delrieu, ainsi que Daniel Level, président du Syndicat mixte d’aménagement, de gestion et d’entretien des berges de la Seine et de l’Oise (SMSO), optent pour la traversée de la Seine sur les vestiges de l'ancien pont parmi cinq scenarios proposés par les architectes, considérant qu'il s'agit du « projet le plus droit » et le plus direct pour relier les deux villes de « façon beaucoup plus naturelle ». L’enthousiasme des élus n'est néanmoins pas partagé par les administrés notamment du côté des Carrièrois qui relèvent des questions de sécurisation nocturne tant sur la passerelle que dans les quartiers environnants, la crainte de devenir un « quartier parking » de la gare de Poissy ainsi que le coût du projet s'élevant à plus de 15 millions d'euros dont 12 millions apportés par le conseil départemental des Yvelines.
En 2015, l'éventualité d'une passerelle sur l'axe de l'ancien pont de Poissy devient tangible, notamment pour faire face à la difficulté d'usage pour les piétons et cyclistes du pont de Poissy (circulation, bruit, pollution), puisque des études de faisabilité ont été menées, sans qu'un tracé ne soit toutefois arrêté, et que des études de maîtrise d’œuvre doivent commencer en septembre 2015.
En effet, les aménagements de circulation douce autour des ponts et sur le pont de Poissy lui-même s'inscrivent dans un contexte de réaménagement futur de la gare de Poissy et de ses gares routières dû à l'arrivée du T13 et du RER E. De ce fait, selon Jean-François Raynal, conseiller départemental des Yvelines, membre de la « Commission des travaux, des infrastructures et des grands projets innovants », il est plus raisonnable de l'envisager en 2020 qu'en 2016. Les études seront suivies d'une enquête publique, et le coût de la passerelle serait supporté par le SMSO.
Le 23 septembre 2016, le maire de Poissy, Karl Olive, celui de Carrières-sous-Poissy, Christophe Delrieu, le président de la Communauté urbaine Grand Paris Seine & Oise, Philippe Tautou, ainsi que des représentants de Seine Aval et du Syndicat mixte d'aménagement, de gestion et d'entretien se réunissent sur l'ancien pont pour visiter le site et présenter le projet de passerelle. Ils annoncent que celle-ci prendra place, sur 450 mètres de long, au niveau « du Vieux Pont, sans qu’il soit touché aux vestiges historiques de ce dernier et en respectant la perspective depuis la berge » et que les travaux devrait commencer en 2020.
Le 23 mars 2017, le projet de passerelle retenue est dévoilé au restaurant l’Esturgeon par le jury du concours. Il s'agit d'une passerelle du groupe belge Ney & Partners dont le parti pris architectural de « surligner l'histoire » a su convaincre les élus, selon le SMSO, mais également dotée d'une architecture « aérienne » selon le département. Le projet d'un coût global de 20 millions d'euros devrait être supporté par le département des Yvelines, les communes de Poissy et de Carrières-sous-Poissy, et la Communauté urbaine Grand Paris Seine et Oise (GPS&O) avec des aides financières du Conseil régional d'Île-de-France et de l'État ; le montage juridique et financier devrait être finalisé en 2017, la maîtrise d'ouvrage sera assurée par le GPS&O et l'Établissement public d'aménagement du Mantois Seine-Aval (EPAMSA). Les études se poursuivraient en 2018 pour un lancement des travaux en 2019-2020 et une livraison attendue en 2022,,.
L'ouvrage en arc constitué d'un tablier métallique s’élèverait à 12 mètres au-dessus de l'eau pour une largeur de 5 mètres sur une longueur de 300 mètres. Les piles historiques seront conservées ; néanmoins, l'ouvrage s’appuiera sur deux piles coulées dans le lit du fleuve côté Poissy en raison de la fragilité supposée de celles-ci et du cahier des charges, et sur trois piles côté Carrières-sous-Poissy. Une place publique circulaire censée accueillir des événements culturels serait installée sur l’îlot du Petit Robinson, déboisé et rendu accessible par des gradins. Du côté de Carrières-sous-Poissy, une anse serait créée sur la berge, munie d’un accès par un escalier,.
Le projet prévoit que les piles de l'ouvrage soient en béton d'une teinte blanc-beige proche des vestiges, surmontés de quadripodes en acier autopatinable. La superstructure, quant à elle, devrait être construite en acier, peint de deux teintes différentes pour l'intrados et l'extrados afin d'en souligner le mouvement. Le garde-corps faisant partie de la structure sera perforé au laser et incliné à 45° au niveau des plus grands franchissements pour offrir la vue en contrebas. La structure portante du tablier sera faite de tôle d’acier de 45 à 55 millimètres sans caissons ni sections creuses permettant de réduire l'épaisseur de la passerelle au minimum et en laissant un accès aux personnes à mobilité réduite, sans équipement supplémentaire. Le tablier sera en asphalte de couleur anthracite avec des inserts de quartz blanc, ressortis sous l'effet d'un grenaillage,.

#### Financement de la passerelle
En octobre 2017, le projet est réévalué à 23 millions d'euros TTC avec une ouverture prévue en 2024, financé comme suit : 1,3 million par l’État, 4,5 millions par la région Île-de-France, 7,5 millions par le département des Yvelines, 5,848 millions par la communauté urbaine Grand Paris Seine et Oise et 350 000 euros par le Syndicat mixte d’aménagement, de gestion et d’entretien des berges de la Seine et de l’Oise. En octobre 2019, le projet de passerelle est sélectionné pour recevoir 3,5 millions d'euros dans le cadre du Plan Vélo de l'État.
L'avant-projet sommaire est validé en 2019 par la région, par le département, par la communauté urbaine GPS&O et par le syndicat mixte SMSO. Celui-ci annonce que l'année 2020 sera consacrée à l'élaboration du dossier de construction, d'un tour de table financier entre les différents acteurs puis au lancement des appels d'offres au 4e trimestre. L'architecte des bâtiments de France réclame la rénovation partielle des arches.

## Iconographie sur le pont et les berges
Les berges de Seine à Poissy ont été fréquentées par des artistes plus ou moins connus (Derain, Utrillo, Vlaminck...) et aussi habitées par le couple Meissonier, par Claude Monet ainsi que par Nicolas Poussin, pour lequel aucun travail sur Poissy n'a été retrouvé.

### Peinture
J. Assemet (XXe siècle)
- Le petit bras de la Seine et ses trois arches, 1986, aquarelle, 30 × 50 cm, collection particulière

Gérard Bailly (XXe siècle)
- La Seine à Poissy, huile sur bois, mairie de Poissy
- Barque près du vieux pont, huile, mairie de Poissy

Berton (XXe siècle)
- L'Esturgeon, vers 1995, huile sur bois, enseigne du restaurant éponyme, 62 × 130 cm

Bleim (XXe siècle)
- Hotel an der Saine In Poissy, 1966, aquarelle, mairie de Poissy

Solange Bobichon (1903-1992)
- Péniche sous le vieux pont, collection particulière
- Plusieurs tableaux nommés Le Vieux Pont, collection particulière
- Les moulins de la Reine Blanche, collection particulière
- Galiote, collection particulière
- Maison du passeur, collection particulière
- Le vieux pont (une barque et les moulins sont représentés), huile sur bois, 38,5 × 42 cm
- La Galiote et le pont de Poissy, fresque murale situé dans l'hôpital Léon Touhladjian

Jean-Pierre Bory (XXe siècle)
- Bords de Seine à Poissy, bras de Migneaux et villa Saint-Louis, 1983, huile, mairie de Poissy

Jacques Bouyssou (1926-1997)
- Poissy, août 1966, huile sur toile, 54 × 65 cm, collection privée[108],[109]

C. Castigliola (XXe siècle)
- Vue sur la Seine et Poissy, aquarelle, mairie de Poissy

Maurice Chabas (1862-1947)
- Le Pont de Poissy, huile sur toile, 90 × 90 cm, musée d'Art et d'Histoire de Poissy
- Paysage du ponton avec barque de pêche, huile

Albert Decaris (1901-1988)
- La Seine vers Poissy, aquarelle

Jacques Henri Delpy (1877-1957)
- L'arche du pont

A. Delsart (xxe)
- Le Pont de Poissy, huile sur toile, 24 × 40 cm[111]

André Demonchy
- Vieux pont de Poissy, (1959), huile, 50 × 50 cm

Léon-Jules Effinger (1892-1967)
- Le Pont de Poissy, peint avant le 13 juin 1940, d'une dimension de 85,5 × 92 cm, musée d'Art et d'Histoire de Poissy, don de la famille Banse

Justin Feyen
- Le bateau-lavoir, vers 1910, huile, 34 × 59 cm, musée d'Art et d'Histoire de Poissy

Dominique Flanet (1959-)
- Bords de Seine

Flanos (XXe siècle)
- Pont de Poissy, 65 × 54 cm

Auguste Emile Flick (1847-1884)
- Sur la Seine près de Poissy

Thomas Frey peintre et sculpteur américain travaillant depuis 1975 à Poissy.
- Les Rives de la Seine à Poissy, 1986, aquarelle
- Personnages sous la vielle arche, huile
- Garage de bateaux, huile
- Les Péniches, huile

Josué Gaboriaud (1883-1955)

Aquarelle de l'explorateur Eugène Gallois.

- Le pont et l'Esturgeon à Poissy, huile

R. Gareia (XXe siècle)
- L'Esturgeon, deux arches du vieux pont, 1990, gouache, 60 × 45 cm, collection particulière

Ernest Giroux,

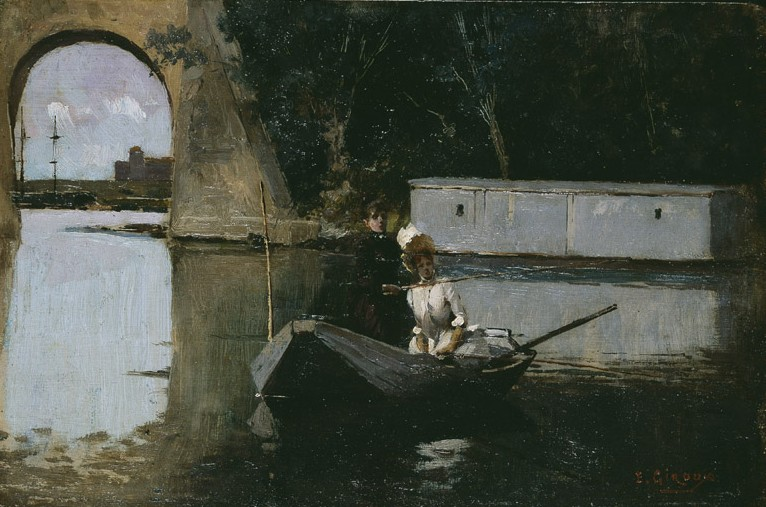
Partie de canots sous le pont de Poissy d'Ernest Giroux.

- Partie de canots sous le pont de Poissy, vers 1890, huile, 16 × 24 cm, musée de l'Île-de-France

Lucien Alphonse Gros (1845-1913)
- L'Abreuvoir de Poissy, étude à l'huile sur bois, 41 × 31 cm, collection particulière
- Les Vieux Moulins du pont de Poissy, 1870/1879, huile, collection particulière
- Bain de chevaux sous le pont de Poissy, 1900/1907, deux études à l'huile, 50 × 61 cm, musée d'Art et d'Histoire de Poissy
- Bain des chevaux sous le pont de Poissy  ou La Baignade, 1893, huile sur toile, 121 × 156 cm[114], acheté en décembre 2001 pour le musée d'Art et d'Histoire de Poissy[115]

Daniel Ridgway Knight (1839-1924)
- La Seine à Poissy

Jules-Édouard Lardenais

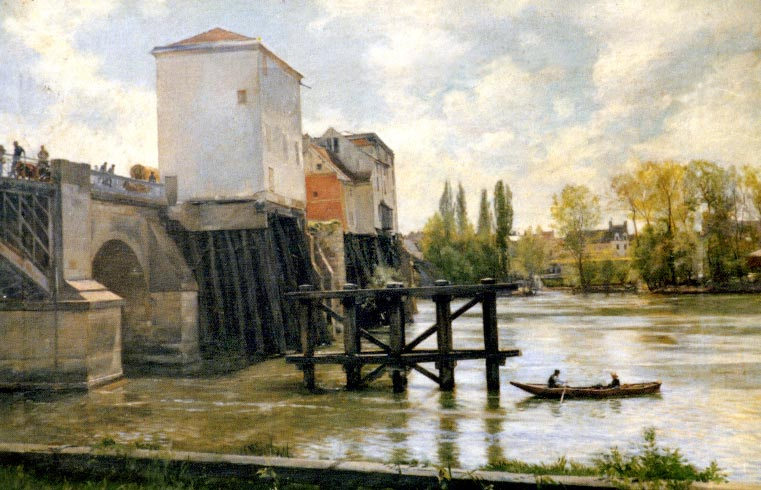
Les vieux moulins du pont de Poissy de Lucien Alphonse Gros.

- Les moulins du pont de Poissy, 1895, huile sur toile, 65 × 92 cm, musée d'Art et d'Histoire de Poissy, MP.2007.2.1

André Lebourg
- Bac sur la Seine, matinée, 1913, exposé au Salon des Beaux-Arts de 1913

M. Leger (XXe siècle)
- Le Pont ancien à Poissy, 1984, aquarelle, 34 × 25 cm, mairie de Poissy

Louis-Auguste Lapito (1803-1874)
- Pont de Poissy, 1828, huile sur toile, 38 × 46 cm, musée d'Art et d'Histoire de Poissy

Octave Linet (1870-1962)
- Vue de l'ancien Pont de Poissy , huile sur toile[118]

Robert Lotiron (1886-1966)
- La Seine à Poissy, huile sur toile, 33 × 46 cm[119]

Henri Marret (1878-1964)
- Vieux pont de Poissy, 1919, huile sur toile

Albert Henri Marque (1872-1939)
- La Seine à Poissy, 1908, huile sur toile, 65 × 81 cm, musée d'art moderne de la ville de Paris[121]

Albert Marquet (1875-1947)

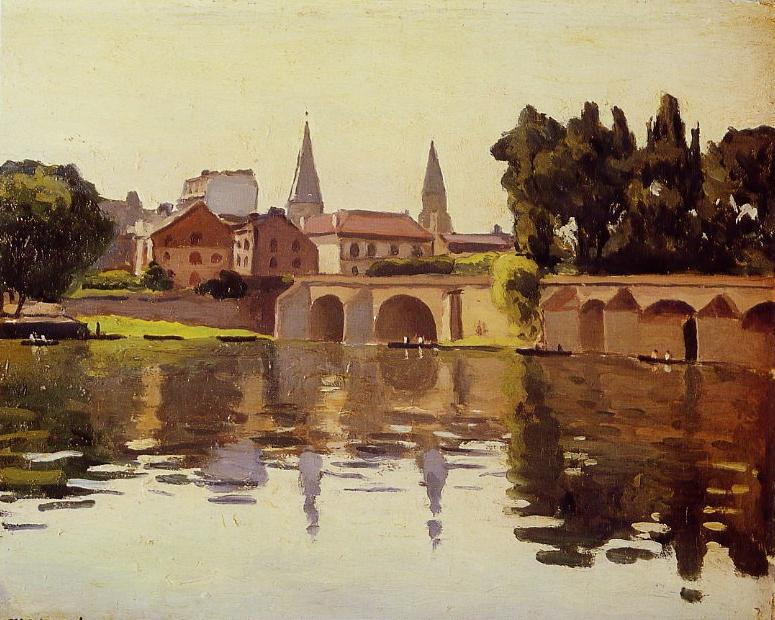
Le pont de Poissy (1925) d'Albert Marquet.

- La Seine à Poissy, huile, musée d'Art Moderne de Paris
- La Seine à Poissy, 1908, huile sur carton, collection particulière
- Le pont de Poissy, 1925, huile sur toile, 33,5 × 41 cm, collection privée[123].
- Poissy, terrasse sur la Seine, collection particulière
- Bords de Seine à Poissy, collection particulière

Charles Meissonier (1844-1917)
- Pêcheur à l'échiquier, 1885, huile

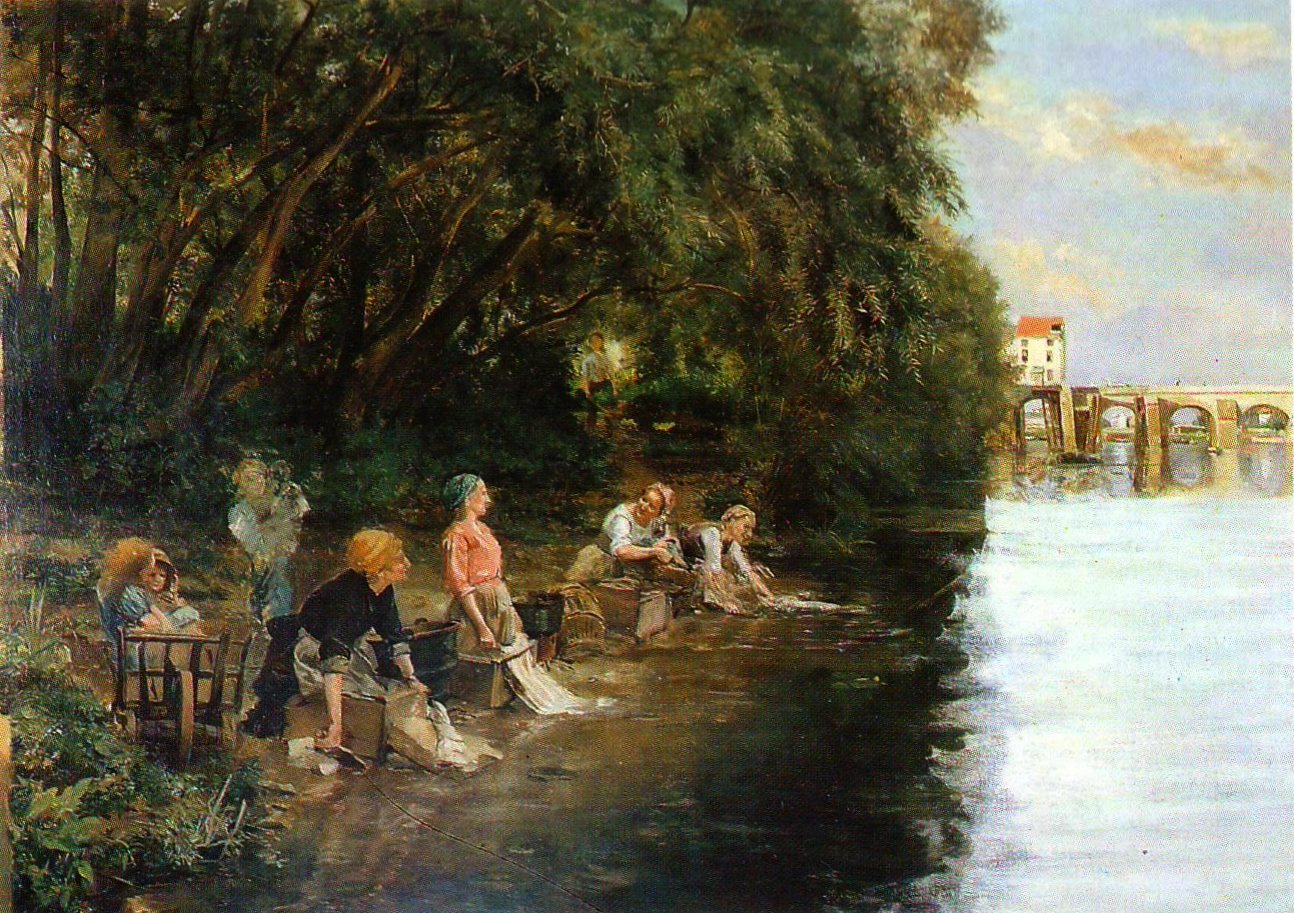
Les Laveuses (1897/1898) de Charles Meissonier.

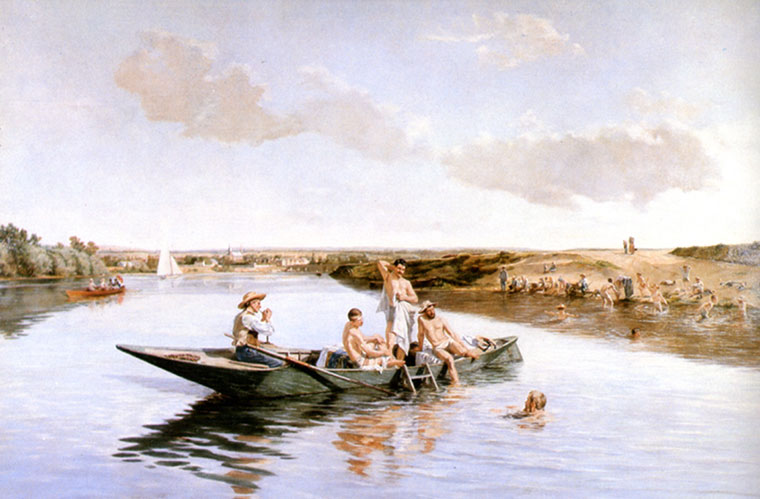
L'été (1888) de Charles Meissonier. Le pont se trouve à l'arrière-plan.

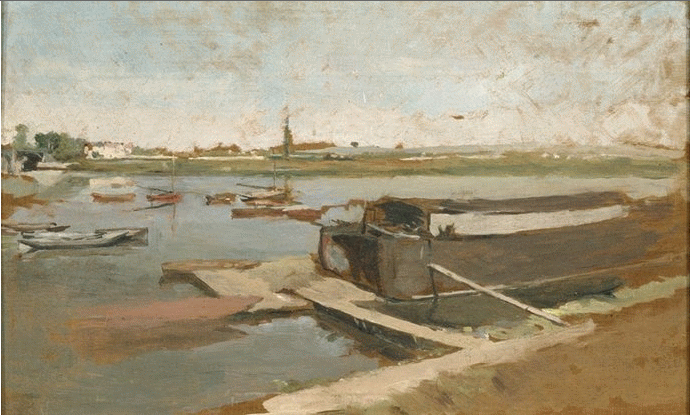
Bords de la Seine à Poissy (1889), de Jean-Louis-Ernest Meissonier. L'arche marinière est visible à gauche.

- Le Charretier et ses chevaux sous le vieux pont, 1886, huile
- Étude pour l'été, autour de 1885, huile sur toile 96 × 56 cm, musée d'Art et d'Histoire de Poissy, MP.85.12.1[124]
- L'Été ou La Baignade, 1888, huile sur toile, 300 × 210 cm, visible à la mairie de Poissy, appartient au musée d'Art et d'Histoire de Poissy[114]
- Pêcheur à l'échiquier, 1889, huile sur toile, 140 × 100 cm, exposé au salon de 1889, musée d'Art et d'Histoire de Poissy
- Les Laveuses, 1897/1898, étude à l'huile sur toile, 97 × 36 cm, musée d'Art et d'Histoire de Poissy
- Au bord de l'eau, avant 1904, huile sur toile, 126 × 96 cm, exposé au salon de 1904, musée d'Art et d'Histoire de Poissy
- La Pêche sous le bateau-lavoir de Poissy, 48 × 36 cm, huile sur toile, musée d'Art et d'Histoire de Poissy
- Vue du pont de Poissy à partir de Carrières, huile sur bois, 31 × 955 cm musée d'Art et d'Histoire de Poissy
- La yole - L'hiver sur la Seine à Poissy, huile sur toile, 37 × 62 cm, musée d'Art et d'Histoire de Poissy
- Les Anguillères, huile, 12 × 22 cm, collection particulière

Jean-Louis-Ernest Meissonier (1815-1891)
- Bords de la Seine à Poissy, 1884, huile sur bois, 34,8 × 51 cm, Philadelphia Museum of Art
- Bords de la Seine à Poissy, huile sur bois, 15 × 24 cm ; au dos figure une inscription de Mme Meissonier « Chiffre et écriture de mon mari. C'est la vue de nos fenêtres à Poissy, propriété Bezanson-Meissonier ; du port, il avait esquissé cela pour ma mère en 1889, l'été », Musée d'Orsay
- L'auberge du Pont de Poissy, entre 1885 et 1889, huile sur bois, 56,5 × 45,5 cm, musée d'Orsay[125]

Claude Monet (1840-1926)
- Les Pêcheurs de Poissy, 1882, huile sur toile, Kunsthistorisches Museum
- Les deux pêcheurs, 1883, huile sur toile

Georges René Morren (1868-1941)
- Les îles à Poissy , 1923, huile sur toile marouflée sur carton[127]

Alphonse Moutte (1840-1913)
- La Seine à Poissy, effet de soleil matinal, mai 1875

L.L. Nicolle
- Pont de Poissy, 1892, dessin à la plume et aquarelle, 13 × 18 cm, musée d'Art et d'Histoire de Poissy

Victor-Jean Nicolle (1754-1826)
- Bord de rivière, plume, aquarelle et lavis
- Paysage du vieux pont, plume, aquarelle et lavis

René Padiou (XXe siècle)
- Bords de Seine à Poissy (1978), huile

Francis Picabia (1879-1953)
- Le Pont de Poissy, 1900, huile sur toile, 54 × 65 cm, musée d'Art et d'Histoire de Poissy[126]
- La Seine à Poissy, 1902, huile sur bois, 15,7 × 24 cm[128]

Jean-Robert Pinet (1910-1947)
- Entrée de Christine de Pizan à Poissy, 1947, huile sur toile, série de trois panneaux représentant l'arrivée de Christine de Pisan à Poissy avec au loin les principaux monuments pisciacais dont le pont, 2 × 4 m, salle de mariage de la mairie[129]

Camille Pissarro (1830-1903)
- La Seine à Poissy, 1871, huile sur toile

Raymond Renefer (1879-1957)
- Le Pont de Poissy, aquarelle
- Le Bateau-lavoir de Poissy I, huile
- Le Bateau-lavoir de Poissy II, huile
- Les Inondations de Poissy
- Sur le motif, après 1928, huile sur toile

Danielle Ribes (XXe siècle)
- La maison du passeur

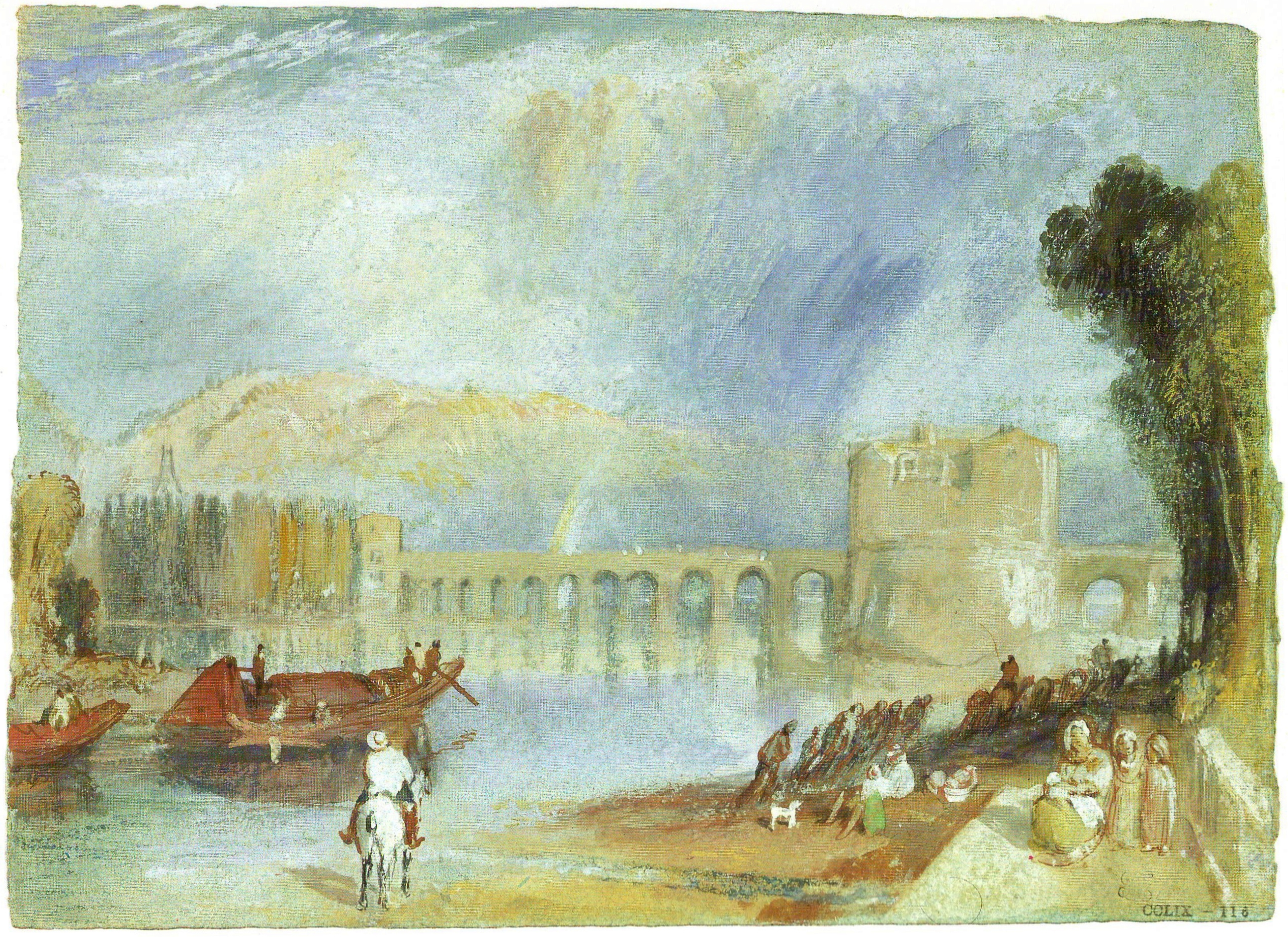
Bridge at Meulan (1832) de Joseph Mallord William Turner.

Joseph Mallord William Turner (1775-1851)
- Bridge at Meulan, en réalité le pont de Poissy vu depuis l'ancien chemin de Villennes, 1832, gouache avec traits de plume sur papier bleu, British Museum, 14,1 × 19,3 cm
- Chemin du bord de l'eau, aquarelle, Tate Galery

Maurice de Vlaminck (1876-1958)
- La Seine à Poissy 1908.
- Poissy, le pont, 1909, huile sur toile 59,5 × 81 cm vendue 7 460 000 francs en 1985 chez Sotheby's à Londres, collection particulière

### Autre

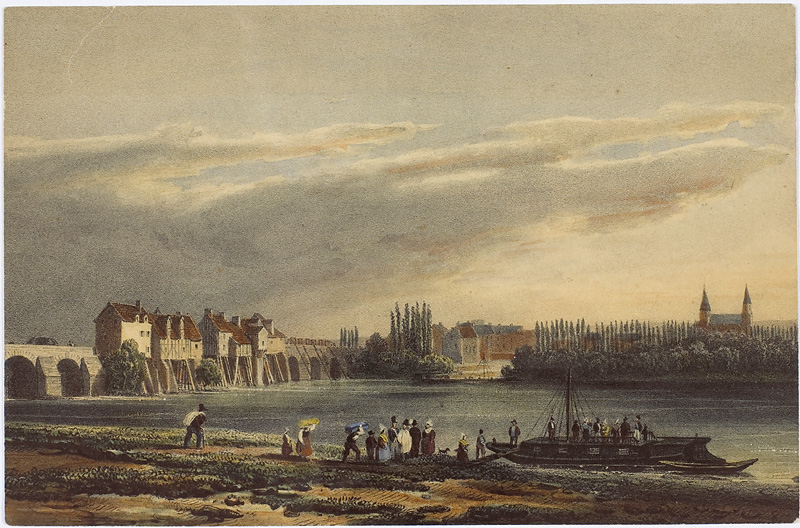
Vue du Pont de Poissy et de la collégiale Notre-Dame depuis les berges de Carrières-sous-Poissy.

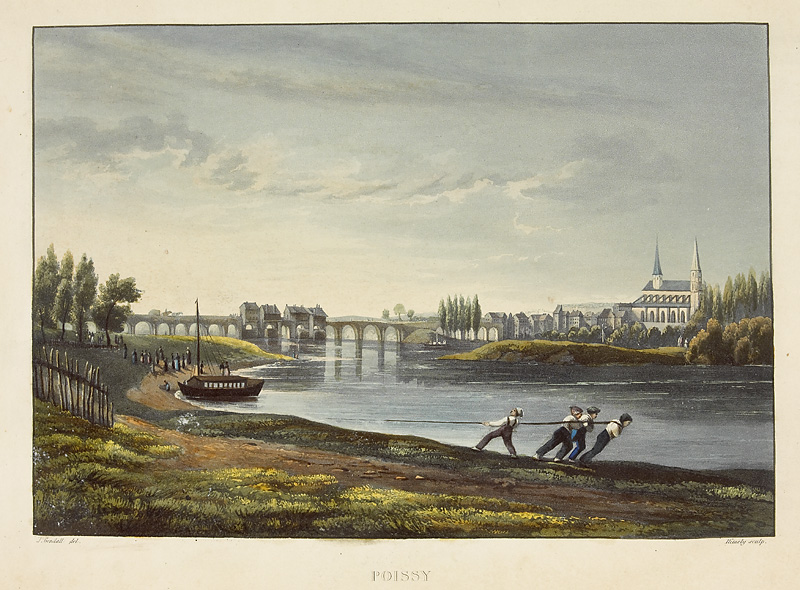
Poissy de John Gendall.

Poissy (1917), d'Auguste Lepère, Cleveland Museum of Art.

Eugène Banout (ou Bernout) (XIXe siècle)
- Le Pont de Poissy, antérieur à l'incendie de 1869, dessin à la plume, collection particulière.

Bardy (XIXe siècle)
- Pont de Poissy, 27 août 1876, crayon, 13 × 19,5 cm[131]

Edmond Bories (1857-1925)
- Dizaine de dessins illustrant le livre Histoire de la ville de Poissy, 1901

Georges Chartier (XXe siècle)
- Le Pont de Poissy en 1883

Hermine David (1886-1970)
- La Seine à Poissy, 1927, gravure, pointe sèche, 26 × 20 cm

Gustave Fraipont (1849-1923)
- Les bateaux-lavoirs à Poissy, vue prise du pont, dessein à l'encre de Chine sur papier fort illustrant le livre De Paris à la mer : voyage d'un petit Parisien, 1898, 25 × 37 cm, collection du C.E.H.A de Poissy
- Vieux pont à Poissy, dessein à l'encre de Chine sur papier fort illustrant le livre De Paris à la mer : voyage d'un petit Parisien, 1898, 38 × 20 cm, collection privée

John Gendall (1789-1865)
- Poissy, lithographie, 20 × 27 cm, peintre paysagiste anglais, travailla en 1821 avec Auguste Charles Pugin pour Vues pittoresque de la Seine

Gabriel Julien-Laferrière
- Neuilly sa mère !, 2009, film

Auguste Lepère (1849-1918)
- Poissy, 1908, 1917, gravure sur papier vélin tirée à 50 exemplaires, 17,8 × 21,9 cm, Art Institute of Chicago[133] et Cleveland Museum of Art[134]

Xavier Leprince (1799-1826)
- Bord d'un fleuve à Poissy, dessin, mine de plomb , 10,5 × 17,7 cm[135]
- Embarcation au bord d'un fleuve, à Poissy, dessin, mine de plomb, 10,5 × 17,7 cm[136]

Henri Marret (1878-1964)
- Le vieux pont de Poissy, gravure sur bois

Marville et Fousserau
- Poissy dans La Seine et ses bords de Charles Nodier, 1836, illustration où sont figurés la Seine, le pont et la Galiote depuis la berge de Carrières, eau forte, 7 × 10 cm, collection du C.E.H.A de Poissy

Christian Michaut (1952-)
- Le Petit Robinson, 1984, pastel, mairie de Poissy
- Le Vieux Pont, 1987, pastel, mairie de Poissy
- L'Esturgeon, les pieds dans l'eau, pastel, collection particulière
- La Péniche, pastel, collection particulière
- Le Vieux Pont, pastel, collection particulière
- La Maison Ermery, pastel, collection particulière
- Le Cours du 14 juillet, pastel, collection particulière

Claude Monet (1840-1926)
- Les Deux Pêcheurs, 1883, dessin au crayon noir et égratignure sur papier recouvert de gesso et incisé de fines lignes verticales pour reproduction par gillotage, 25,6 × 34,5 cm[138] et sa reproduction par gillotage [139]

Jean-Michel Moreau (dit le Jeune) (1741-1814)
- Ils prennent un batelet à Poissy, dessin plume et lavis, 9,5 × 14 cm

Charles Mozin (1806-1862)
- Vue de Poissy, dessin au crayon noir, 9 × 16,5 cm

Jean Claude Natte (1765)
- Porte de Migneaux prise du côté rivière, 1826, collection particulière
- Pont de Poissy vu du Bas Bourget, 1824, collection particulière

Jean-Marie Pechenart (XXe siècle)
- Ancien pont, 2000, fusain, 20 × 29 cm, collection particulière

Charles Sarteur (1874-1933)

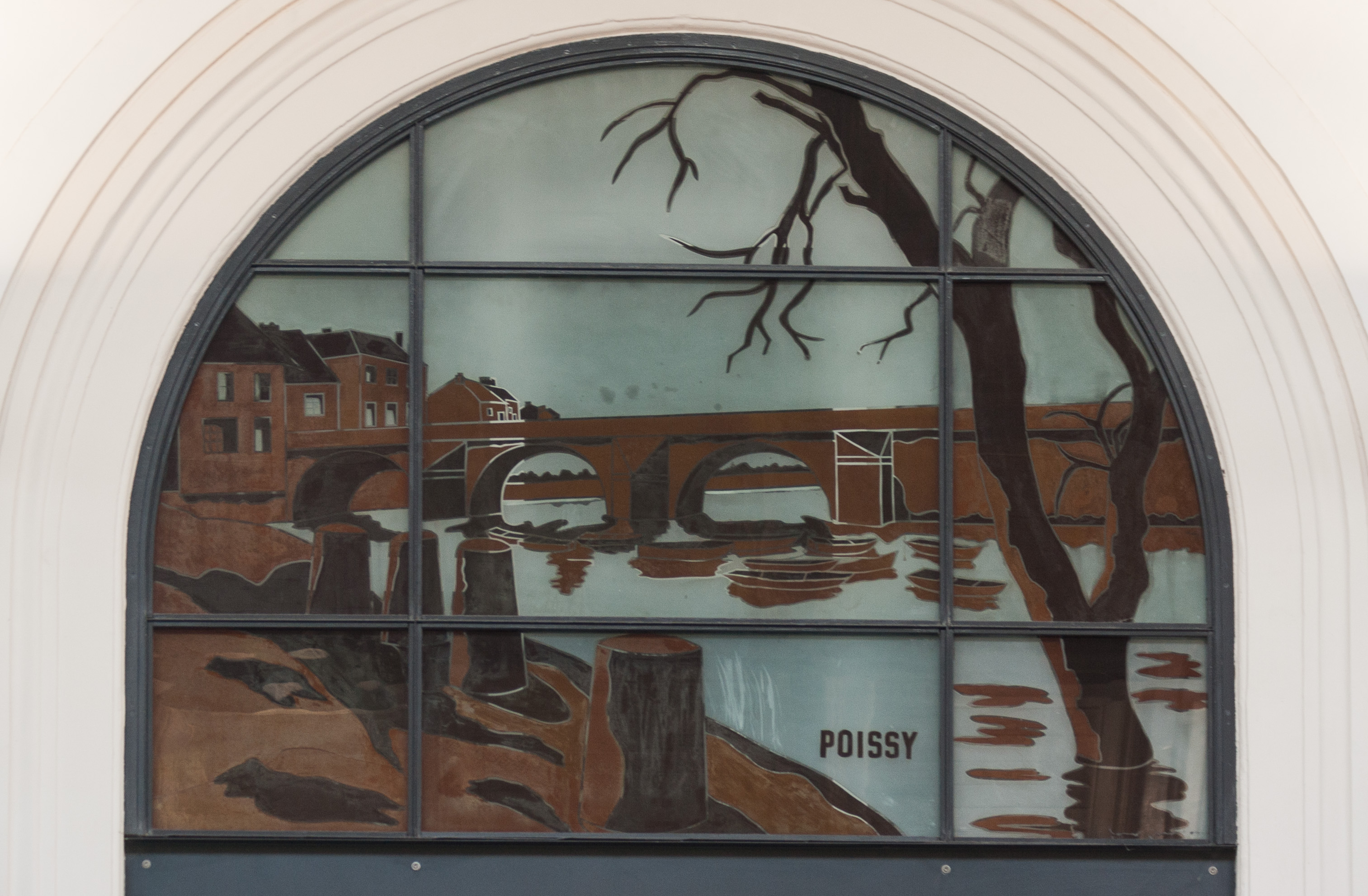
Poissy (1927), de Charles Sarteur.

- Poissy, 1927 restaurée en 2011, verrière peinte à froid d'après une photographie de Noël Le Boyer[141] sur du verre à vitre industriel de 6 mm d'épaisseur obtenu par coulage et dépoli au jet de sable ; la Seine est cependant représentée en crue sur la verrière, gare de Paris-Saint-Lazare[142]

André Dunoyer de Segonzac (1884-1974)
- Le Pont de Poissy, vers 1930, encre sur papier, 47 × 62 cm, musée national d'art moderne[143]
- Le Pont de Poissy, 1961, crayon et encre sur papier, 59 × 79 cm, musée national d'art moderne[144]

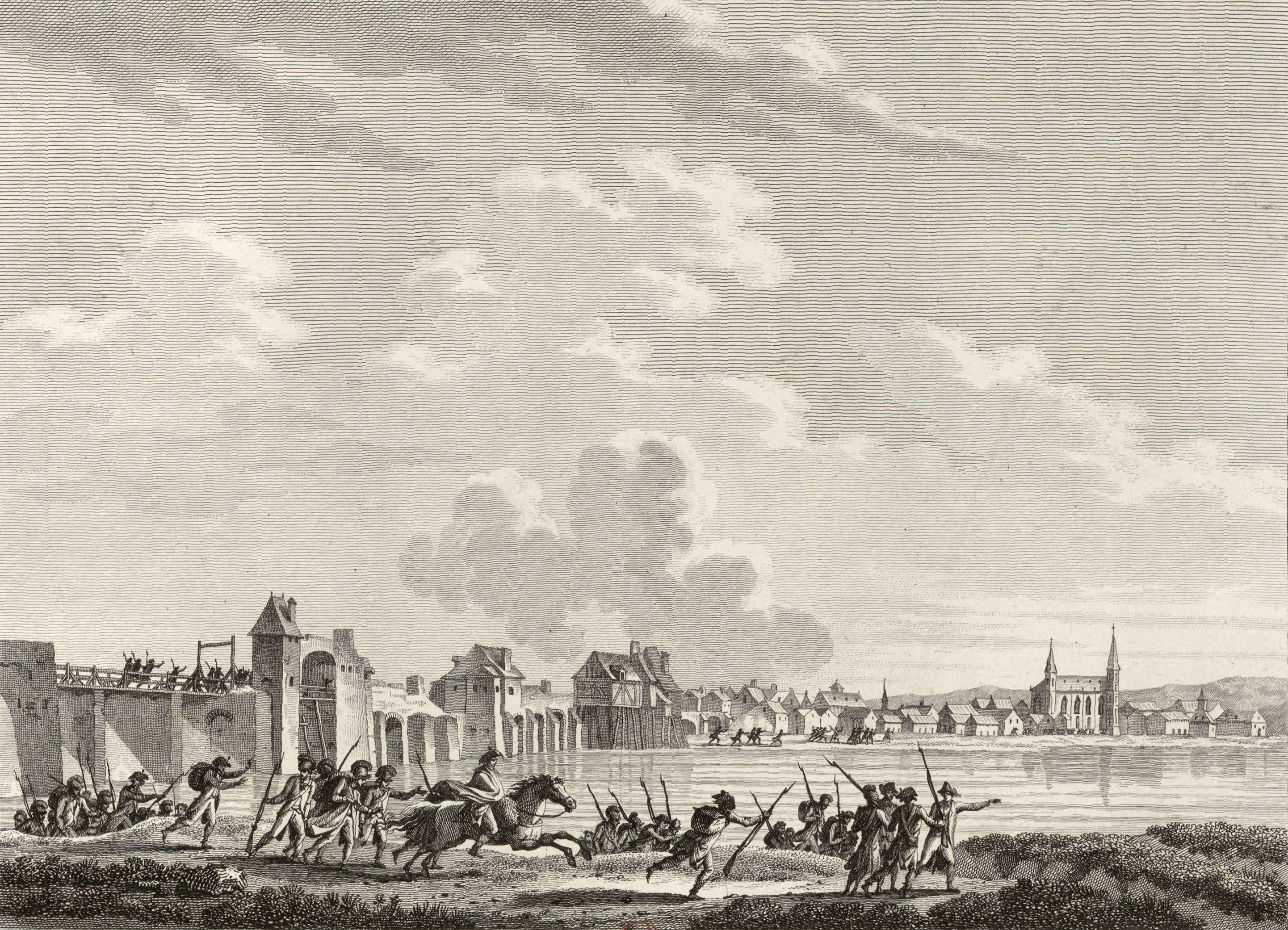
La déroute de Pacy-sur-Eure le 13 juillet 1793 de François Louis Swebach-Desfontaines.

François Louis Swebach-Desfontaines (1769-1823)
- La Déroute de Pacy-sur-Eure le 13 juillet 1793, gravure très similaire à celle d'Israël Sylvestre, l'erreur vient probablement de la ressemblance des deux noms des villes

Émile Thérond (signée Laly)
- Vue générale de Poissy, 1856, gravure dans De Paris à Saint-Germain, à Poissy et à Argenteuil par Adolphe Joanné

Vitrail de la collégiale Notre-Dame de Poissy : Saint Louis, enfant de Poissy, en 1939 quatre verrières sont commandées au peintre Charles Hollart. Les verrières sont réalisées entre 1941 et 1944 et signé X. Provenzano. Sur la partie inférieure droite se trouve le pont entre l'usine et une barque symbolisant les principales activités économiques de la ville.
Une monographie du pont de Poissy, publiée en 1826, sous forme de dessin à la mine de plomb, d'une dimension de 12,8 × 18,3 cm, est disponible à la BNF, site Richelieu.
- Estampes et photographie Rés. Ve-26h-Fol. Destailleur Province, t. 3, n. 553. microfilm A030699 sous Notice n° : FRBNF38644462, est disponible en ligne.